# أحمد المنصور الذهبي
أحمد المنصور بالله الذهبي أمير المؤمنين المولى المجاهد أبو العباس أحمد بن الإمام مهدي الأمة أبي عبد الله بن المهدي الخليفة الإمام القائم بأمر الله (مولده في 956 هـ\1549 م بفاس، وفاتهُ في 18 ربيع الأول 1012\25 أغسطس 1603 بضاحية فاس) هو سابع سلاطين المغرب من الأشراف السعديين. بويع في ساحة معركة وادي المخازن يوم الاثنين متمّ جمادى الأولى 986 هـ (4 أغسطس 1578 م) بعد وفاةِ أخيهِ السُّلطان عبد الملك الأول، واتَّخذَ المنصور بالله لقبًا تيمُّنًا بانتصار المسلمين فيها، ولُقِّبَ بالذهبي لوَفرةِ الذَّهبِ في عهده. تعرَّضَ المنصورُ في بدايةِ توّلِّيهِ الحُكم لمؤامرةٍ كادَ يفقد فيها سلطانه حاكها العثمانيون باتِّفاقٍ مع بعض كبار قادة الجيش المغربي من الأندلسيين بغرضِ تنحيتهِ وتوليةِ ابن أخيه إسماعيل بن عبد الملك، مُستَغلِّين في ذلك شعبيَّةَ المولى عبد الملك في نفوسِ العامَّة.
عُدَّ حكم أحمد المنصور بالله الذي دام قرابة ستةٍ وعشرين عامًا أزهى عهود المغرب والحكم السعدي رخاءً وعلمًا وعمرانًا وجاهًا وقوة، اتسعت فيه رقعة الدولة فأصبحت تمتد إلى ما وراء نهر النيجر جنوبًا، وبلاد النوبة المتاخمة لصعيد مصر شرقًا، وسعى فيه السلطان الشريف لاستعادة الأندلس وغزو الهند وفتح العالم الجديد وجهز لأجل ذلك العتاد والمُؤَن والجيوش.
عُرِفَ المنصورُ بحبه للعلم ورعايته للعلماء، فاستحق بذلك لقبَ عالمِ الخلفاء أو خليفةِ العلماء. ثم إن له في علم السياسة مؤلَّفًا بيّن فيه كيف تُنظِّم الأمةُ المُلكَ وكيف تحافظ على كِيانها ومجدها. عرَفه الغربُ بالمتصوف صاحبِ المعرفة العميقة بعلوم الدين الإسلامي، المحبِّ للكتب والخط والرياضيات، العاشقِ للمناقشات العلمية والراعي للعلوم والفنون. هذا ويعتبر السلطان الشريف حَسَبَ بعض المؤرخين من الأعلام التي كان لها الشأن العظيم والتأثير الكبير على الساحة السياسية الأورُبِّية والإفريقية في أواخر عصر النهضة.

## نشأته

### نسبه ووصفه
أَورَد المؤرخ أحمد الناصري السلاوي في كتاب الاستقصا لأخبار دول المغرب الأقصى نسبه؛ فهو أحمدُ المنصورُ بالله بنُ محمدٍ الشيخ بنِ القائمِ بأمر الله بن عليِّ بن مخلوف بن زيدان بن أحمد بن محمد بن أبي القاسم بن محمد بن الحسن بن عبد الله بن أبي عرفةَ بن الحسنِ بن أبي بكر بن علي بن حسن بن أحمد بن إسماعيل بن القاسم بن محمد النفس الزكية بن عبد الله الكامل بن الحسن المثنى بن الحسن بن علي بن أبي طالب.

كما ورد في نفس الكتاب حيثُ قال:
| أحمد المنصور الذهبي | كانَ طويلَ القامةِ ممتلئَ الخدَّينِ واسعَ المنكبَينِ تعلوهُ صُفرةٌ رقيقةٌ أسودَ الشعرِ أدعجَ أكحلَ ضيِّقَ البَلَجِ برّاقَ الثنايا حسنَ الشكلِِ جميلَ الوجهِ ظريفَ المنزعِ لطيفَ الشمائل. | أحمد المنصور الذهبي |

### التنبؤ بخلافته
انتشرت عدَّةُ أقوالٍ حول تولِّي أحمد المنصور للخلافة منها ما جاءَ عن الفقيهِ أبو العبَّاس أحمد بن عبد الله الدغوغي متنبئا بخلافة أحمد المنصور بعد رؤيا صالحة رأى فيها نفسه فِي جمع يسردُ فيه صحيح البخاري بموضعٍ من قصرِ السُّلطان، وهو يحملُ كتابًا بين يديه، ويقولُ في ذلك:
ونحوُ ذلك ما ذكر عن بكدار ابن الشيخ أبي زكرياء يحيى بن علال المالكي البوخصيبي أنه رأى النبي ﷺ في منامٍ، فشكا إليه الفساد الذي عاثته قبيلة أولاد مطاع فقَال له النبي ﷺ: «يَأْتِيهم أَحْمد»، فَكَانَ أن تولَّى أبو العبَّاس المنصور فأخذهم وفلَّ جمعهم. وأخرى وردت عن سفير الدولة أَبُو مُحَمَّد عبد الله بن مُحَمَّد بن عَليّ الْجُزُولِيّ الدرعي عند حجه لبيت الله بعد اجتماعه مع بعض أهل العلم من المكاشفة المصريين الذينَ سألوهُ عن أسماء أبناء سلطانه محمد الشيخ فعدِّهم ولم يذكر المنصور -إذ كان قد وُلد أثناء سفرته هاته- فقالوا: «أليس فيهم أحمد أي فهو خليفة الإسلام عظيم الشأن قوي السلطان المفتوح له وعلى يده». كما كان أحمد المنصور نفسه يقص رؤيا رأى فيها النبّي ﷺ وأنواره تشرق، فسأله.

### النشأة
كانت ولادة المنصور بِاللَّه بفاس سنة 956هـ الموافقة لسنة 1549م، أمه مسعودة بنت الشيخ أحمد بن عبد الله الوزكيتي الورزازي، وعاش قسمًا من طفولته بقرية أمسكرود بسوس، وحظي بحظوة خاصة عند والده محمد الشيخ وجده القائم بأمر الله، ونشأ في العفاف والصيانة، وتعاطٍ للعلم وملازمةٍ لأهله في مراكش ثم تارودانت فأخذ العلم عن كبار فقهاء ومشايخ عصره، كأبي العباس بن علي المنجور وشقروان بن هبة الله وأبي زكرياء يحيى السراج وموسى الروداني وغيرهم، فكان أن برع في الأدب والشعر والفقه والمنطق والرياضيات واضعًا كسب العلم والثقافة والأدب والفقه نهجًا لحياته. انتقل المنصور إلى المشرق بعد أن تولى أخوه عبد الله الغالب الحكم، فدرس الشيء الكثير واكتسب خبرة ورؤية في شؤون أوروبا ودول البحر المتوسط.
وتختلف الروايات عن الأحداث التي مر بها في شبابه، فحسب الإفراني بعد تولي أخيه الغالب الحكم اغترب مع أخيه عبد الملك إلى تلمسان، وجابا أرجاء الدولة العثمانية حيث طلبا من السلطان العثماني سليم مساعدتهما إلا أنه رفض. كما شاركا في معركة ليبانت مع العثمانيين حيث أُسر أحمد في يد الإسبان لمدة عامٍ تعلم فيها اللغة الإسبانية، ثم نجح الأخوان في استرجاع حلق الوادي بتونس من يد الإسبان. وبعد هذا الانتصار أمر السلطان العثماني بدعمهما فدخلا في صراعٍ مع أخيهما المتوكل انتهى بهزيمته في معركة خندق الريحان فتولى عبد الملك العرش، وعهد إلى أحمد أن ينوب عنه في فاس.
غير أن الفشتالي روى بأنه ظل بالمغرب الأقصى إلى غاية وفاة أخيه الغالب سنة 1574. بينما ذهب المؤرخ إبراهيم حركات إلى أن أحمد المنصور هاجر مع أخويه في البداية إلا أنه رجع في ظروف غامضة إلى المغرب لمتابعة دراسته.

## اعتلاء المنصور للعرش

### بيعته

لعب المنصور دورًا مهمًّا في معركة وادي المخازن حيث كان يقود ميمنة الجيش

قدَّم أحمد المنصور دورًا مهمًا في معركة وادي المخازن، فقد كان يقود فرقة خيالة على ميمنة الجيش ويرجع له الفضل في النصر بفضل مهارته العسكرية والتكتيكية وثباته، رغم قوة الهجوم البرتغالي وإصابته برصاصة في صدره.
بويِع أحمد المنصور سلطانًا من قبل الجمع الذي شارك في معركة وادي المخازن خلفًا لأخيه عبد الملك الذي توفي عقب المعركة. يقول أحمد بن خالد الناصري:
وما إن استتب للمنصور الأمرُ حتى كتب لسائر الدول الإِسلامية المجاورة للمغرب يحدثهم بما أنعم عليه الله من نصر وسلطان، فانكبت عليه التهاني من سائر الأقطار والأمصار، والهدايا من ملوك أوربا، ومن العالم الإسلامي سيفٌ مُحَلَّىً من السلطان مراد بن سليم العثماني.

### ثورة داود وعرب الخلط
عقب معركة وادي المخازن كان على المنصور مواجهة الأطماع العثمانية، حيث أرسل العثمانيون وفدًا إلى مراكش في سبتمبر 1579 مطالبين بالتنازل عن بعض الموانئ المغربية، وخصوصًا ميناء العرائش مُرفقًا بهدايا لا تليق إلا بـ«خادم». كما سعت الدولة العثمانية لإسقاط حكم المنصور في بداياته بالتآمر مع الأندلسيين الموريسكيين، وتولية ابن أخيه إسماعيل بن عبد الملك من زوجته التركية التي تزوجت باشا الجزائر وذلك بتحضير انقلاب سنة 1578، ودعم ابن أخيه داود بن عبد المؤمن بن محمد الشيخ الذي تمرد بسوس عقب البيعة، فبعث له المنصورُ القائدَ أبا عبد الله محمد بن إبراهِيم بن بجة الذي فلَّ أمره وفكَّ جمعه. نزح بعدها داود إلى الصحراء واستقر بها إلى أن توفي سنة 988هـ.
أما عرب الخلط فكانوا من قبيلتي مختار وسفيان استقدمهم سلاطين دولة بني مرين من المغرب الأوسط إلى المغرب الأقصى، ونظرًا لولائهم تبوّؤوا أعلى المناصب في الجندية، وظلوا كذلك إلى عهد السلطان محمد الشيخ السعدي إذ خلع عرب الخلط من سلك الجندية ونقلهم من آزغار إلى مراكش وذلك لما أظهروا من مساعدةٍ لأبي حسون الوطّاسي لما قدم بجيش العثمانيين، وظل أمرهم كذلك حتى تولى أحمد المنصور الحكم فعفا عنهم ونقلهم من مراكش إلى حيث كانوا بآزغار وألحق نصفهم بالجندية بعدما رأى قتالهم في واقعة وادي المخازن. إلا أن ذلك أدى إلى عثوّهم في البلاد فسادًا، وضايقوا الرعية، فكثرت الشكاية منهم ومن ذلك نهبهم لقبيلة أولاد مطاع، ففرض عليهم أحمد المنصور في أول الأمر ضريبةً فلم يزدادوا إِلا عتوًّا وشدةً، فأرسل إليهم القائد موسى بن أبي حميد العمري، وانتزع منهم الخيل، ثم قاتلهم حتى استأصل جمهورهم وضعفت شوكتهم.

## فتوحاته الأولى

### ضم قصور الصحراء وبلاد شنقيط والسنغال

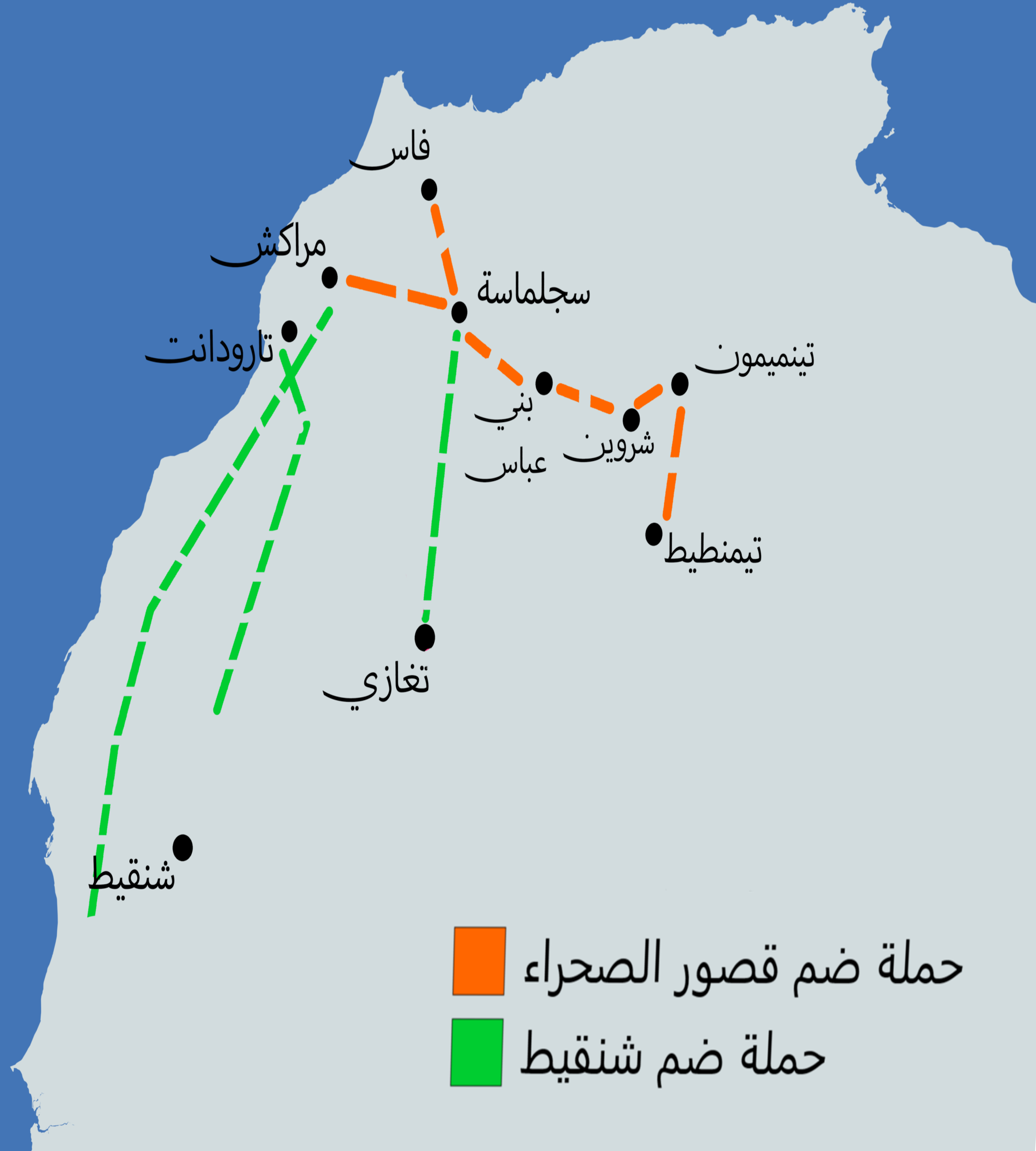
حملات أحمد المنصور الذهبي نحو قصور الصحراء وشنقيط

تضم هذه الأراضي كلًّا من توات، وجودة، وتامنطيت، وتابلبالت، وأرڭلان، وتسابيت، وتيكورارين، وغيرها. وكان ذلك عام 990 هـ الموافق لعام 1583م بعد إرسال المنصور حملةً (لفظ مغربي مرادف لجيش) بقيادة القَائد أبي عبد الله محمد بن بركة والقائد أبي العباس أحمد ابن الحداد العمري. بدأت مسيرة الجيش انطلاقًا من مراكش، ووصل بعد سبعين يومًا، حيث قاموا في بادئ الأمر بالدعوة للطاعة والإنذار، وبعد امتناع شيوخ القبائل عن الإذعان بدأت الحرب.
ووصف المنصور أهمية قصور الصحراء في رسالةٍ أرسلها لأهل توات وتيكورارين بقوله: «من أجل ممالكنا التي لها عندنا الخطر والبال ونتوجه إليها بوجه الإيثار والاهتبال ونحمي حماها من طوارق البغي والفساد».
حاول السعديون السيطرة مرارًا على شنقيط، وأبرز المحاولات كانت في عهد السلطان محمد الشيخ؛ لكن السيطرة عليها لم تتأتَّ إلا في عهد أحمد المنصور الذهبي الذي جرد حملتين لها عام 1584م. الأولى قوامها عشرون ألف مقاتل (أو ثمانون ألف مقاتل ) تمكنوا من السيطرة على وادان وبلاد شنقيط حتى وصلوا إلى حدود نهر السنغال. ولكن إثر كمينٍ دبرته القبائل الشنقيطية للحامية السعدية بشنقيط فشلت الحملة، كما أن الجنود ضلوا الطريق وداهمهم العطش ومات بعضهم على أسوار مراكش، وقد تعمد المنصور إلحاق الضرر بالحملة لأن جنودها قاموا بنهب وسلب مراكش قبل ذلك إلا أن جزءًا من الحملة تمكن من ضم تغازا للسلطنة الشريفة.
أما الحملة الثانية فكانت تحت قيادة القائد عبد المولى الذي تقدم بجيش صغير مكون من قبائل تكنة والعروسيين وأولاد أبي السباع، وفرقة صغيرة من العبيد بالإضافة إلى جيش نظامي بقيادة رئيس شرطة فاس محمد بن سالم حيث استطاعوا السيطرة على بلاد شنقيط خلال تسعين يومًا وحصلوا على بيعة العديد من الملوك السنغاليين حتى بلغ عدد المبايعين للمنصور في بلاد السنغال عشرون ألف خيمة فامتدت الدولة لما وراء نهر غامبيا. وبذلك دانت للمنصور بلاد شنقيط وبلاد السنغال.

### مبايعة أبي العلاء ملك برنو له

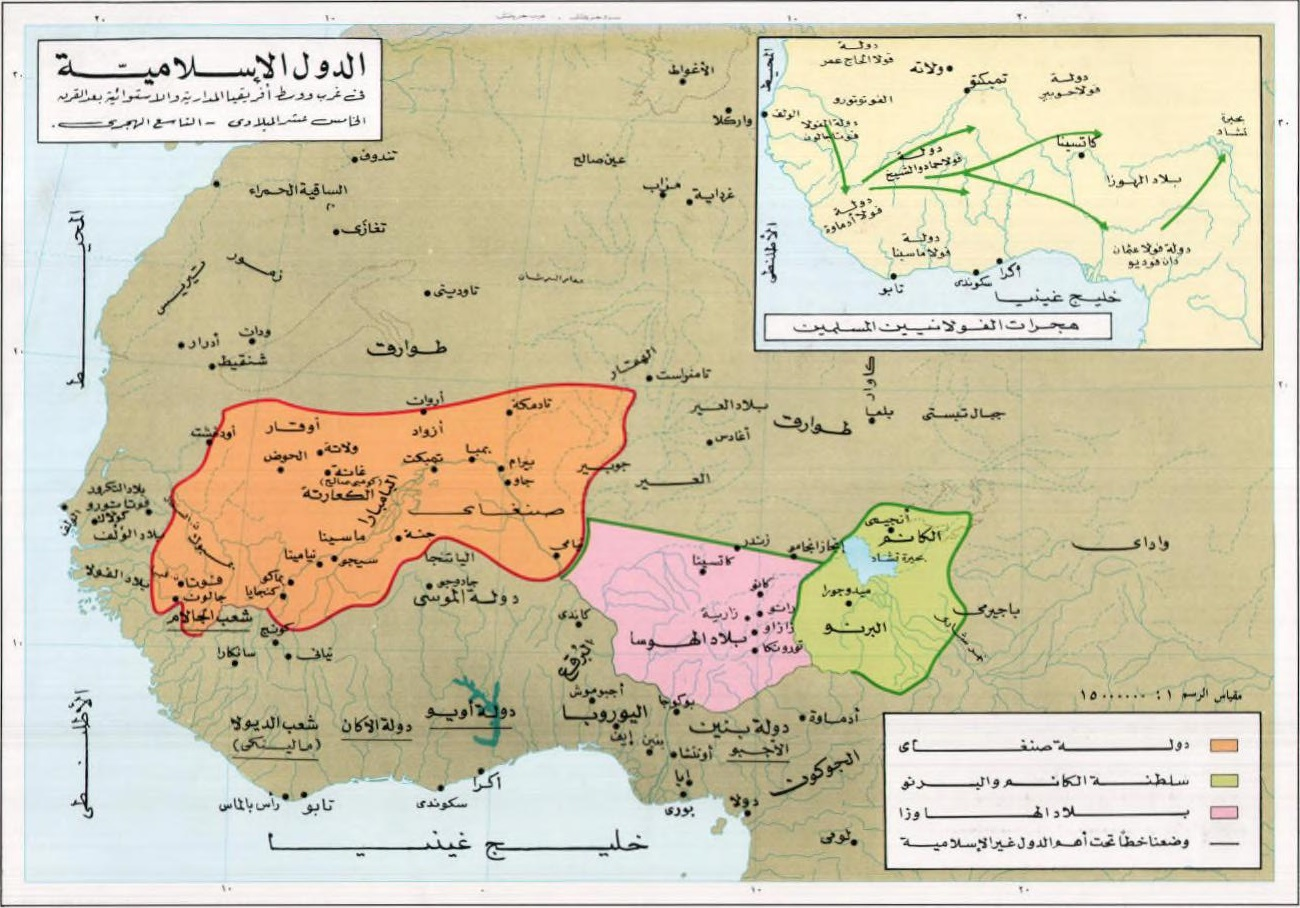
خريطة سلطنة برنو والممالك المجاورة لها قبيل حملة المنصور على السودان

ورد على المنصور سنة 990هـ رسالة يحملها رسول ملك برنو يطلب فيها المدد بالعسكر والجند والبنادق والمدافع للمحاربة والجهاد بالسودان، فأجابهم بأن الجهاد لا يتم لهم إلا بعد حصولهم على إذن من إمام الجماعة؛ الصفة التي خص الله بها أمير المؤمنين، وطالبهم بالبيعة، فقبلوا بيعة أحمد المنصور وطلب رسول أبي العلاء نسخة مكتوبة من عقد البيعة لتكون حجة لهم وعليهم، فحررها كاتب الدولة أبو فارس عبد العزيز الفشتالي، ونصها ما يلي:

## ثورة قرقوش وأطماع ملك إسبانيا
ثم أعاد المنصور توجيه نظره نحو الشمال بسبب قيام رجل اسمه الحاج قرقوش المكناسي بثورة متلبسًا بلباس الزاهد في الدنيا فأعلن نفسه أميرًا للمؤمنين بجبال غمارة وبلاد الهبط، وكانت ثورةً عنيفةً شغلت بال أحمد المنصور الذهبي، وجهز جيوشًا كبيرةً لقمعها. وأسند السلطان أمر قمع هذه الثورة لولي العهد الشيخ المأمون، والقائد العسكري حمو بجة، وكان القادة العسكريون يرسمون الخطط الحربية لقمع الثورة من مدينة شفشاون، واستمرت الحرب عدة شهورٍ من سنة 996هـ الموافقة لسنة 1587م، إلى أن استطاعت جيوش المنصور بعد معاركَ طاحنةٍ التغلب على الثورة التي كان من نتائجها أن عرفت هذه المنطقة فترة حالكة من حياتها.

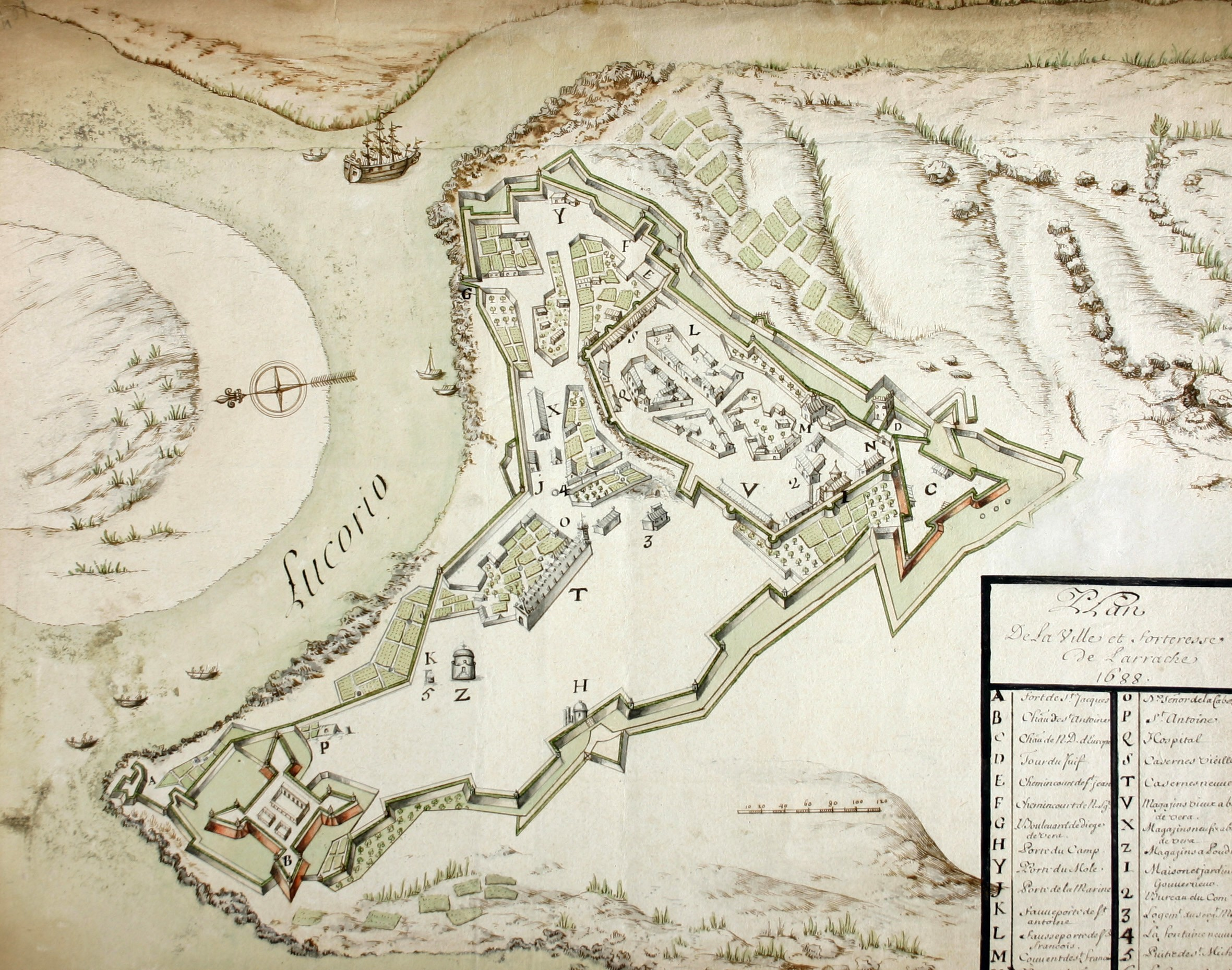
تحصينات العرائش زمن أحمد المنصور الذهبي.

وبعد إخماد ثورة قرقوش كان على المنصور مواجهة أطماع الملك فيليب الثاني ابتداءً من أواخر سنة 1581م الذي سعى لإقناع المنصور بأن يتنازل له عن ميناء العرائش فاضطر السلطان أن يعده بذلك، لكنه كان يسعى فقط لكسب الوقت ليعيد بناء تحصينات المدينة وانتظر حتى يراسله مرة أخرى وذلك بعد ستة أشهر. واستمر الأخذ بخاطر فيليب الثاني ثلاث سنواتٍ أخرى إلى سنة 1585، حين اكتشف هذا الأخير مؤامرة المنصور الذي يحاول عقد حلفٍ مع الإنجليز والهولنديين الأعداء التقليديين للكاثوليكية وآل هابسبورغ والملك فيليب، فهدد هذا الأخير بأخذ العرائش عنوةً، ودعمَ الأميرَ المولى الناصر. فأجابه المنصور بالنقض البائن للوعد الذي كان بينهما حول العرائش فهو لن يخاطر باستقرار ملكه بتسليم الميناء للنصارى، وأنه إذا اضطر للتخلي عن الميناء فإنه سيسلمه للعثمانيين المسلمين مؤكدًا في الوقت ذاته أن العرائش أصبحت في تحصين بما كان لا يقدر عليه أحد، وأن إسبانيا لم يعد لها ما تخشاه من الخطر العثماني مشيرًا لطلب أليصابت ملكة إنجلترا منه دخول حربٍ معها ضده أو على الأقل جعل الموانئ المغربية قواعد تنطلق منها الهجمات الإنجليزية، وأنه حفاظًا على علاقة الصداقة لم يشأ إجابة أليصابت بعد، ليعود فيليب الثاني سنة 1586 ليخطب ود أحمد المنصور وعرض تبادل العرائش بمزاكان فرفض المنصور.
في خضمِّ ذلك أفلح السلطان في عقد اتِّفَاقٍ مغربي إنجليزي برتغالي، دعم بموجبه جهود إنجلترا في صراعها ضد إسبانيا بمساندة البرتغالي الدون أنطونيو في مطالبته بعرش البرتغال من خلال قرض مشروط بتوجيه هذا الأخير لابنه الدون كريستُف رهينةً إلى حين تسديده.
استعمل المنصور الدون كريستُف ابن الدون أنطونيو ورقة ضغطٍ مقابلةً لورقة الأمير المولى الناصر التي يملكها فيليب الثاني. هدد هذا الأخيرُ السلطانَ بأنه سيجمع أكبر أسطول بحري لكن المنصور علم بفضل شبكة جواسيسه المكونة من اليهود والأندلسيين أن الأسطول يتجه إلى إنجلترا وأنه لا يشكل خطرًا عليه، أتبع ذلك تعرض الأسطول الإسباني للهزيمة على يد الإنجليز سنة 1588 وإرسال الملكة أليصابت رسالة للمنصور تخبره بذلك. فأرسل أحمد المنصور أحمد بن عيسى النقسيس لمهاجمة الحامية الإسبانية بسبتة فنجح في نصب كمينٍ سقط فيه أربعمائة أسير إسباني. وكاد يفتتحها فتحًا كاملًا لولا وصول نجداتٍ قوية.
دشن ذلك حقبة جديدة من العلاقات المغربية الإسبانية، فالحرب على الجبهة المغربية في نظر فيليب الثاني قد تتسبب في ثورة الأندلسيين ودخول العثمانيين على خط الصراع، ما جعله يذعن لعقد اتفاق. فجرى الاتفاق على أن تعيد إسبانيا أحد الثغور المحتلة للمنصور (اتُفِق على سبتة ثم استقر الأمر على أصيلة)، والتّخلي نهائيًا عن حلم تملك العرائش، وإبعاد المولى الناصر عن المدن البحرية ووضعه تحت الإقامة الجبرية. أعقب ذلك الاتفاق التزام المنصور الحياد سنة 1589 في معركة الأرمادا الإنجليزية مما ساهم في هزيمة الإنجليز ووقوع قطيعةٍ سياسيةٍ بينهم وبين المنصور على حساب تعزيز العلاقة مع فيليب الثاني. استطاع بعد ذلك أحمد المنصور التخلص من الضغط الأيبيري، وتفرغ لمشاريعه في بلاد السودان (غرب أفريقيا).

## فتح بلاد السودان

### أسباب الحملة
- عامل التوسع السياسي: فالمنصور السعدي كان يعتبر نفسه خليفة، ويستمد سلطة الخلافة من نسبه، وشجعه فتح تيكوررارين وتوات على الاستمرار،[50] كما سعى لتحقيق الربط الجغرافي بين بلاده وبرنو.[51] بالإضافة إلى أن تنامي النفوذ التجاري والسياسي الأوروبي بالساحل الأفريقي والرغبة في قطع الطريق أمام أي تدخل عثماني مستقبلي شكلا عاملين آخرين للتدخل.[52][53]

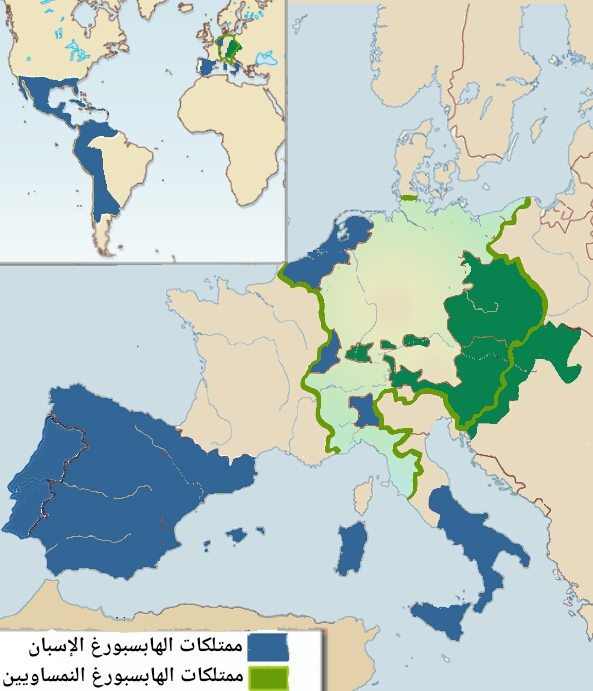
كان المنصور ينوي استرجاع الأندلس ولكن ذلك كان متعذرًا لقوة إسبانيا وعائلتها الحاكمة الهابسبورغ، فكان ينوي أن يكون فتح السودان مقدمة لتحرير الثغور والأندلس

- العامل العسكري: لم تكن السودان تتوفر على قوة عسكرية حديثة التنظيم والتسليح، فليست للجيش مدافع، حتَّى ولا بنادق، وعلى العكس من ذلك الجيش السعدي، فعلى الرغم من قلة أفراده كان مجهزًا على أحدث تقنيات العصر. كما أن المنصور علم أن سيطرته على مناجم السودان ستقوي جيشه[54] وتمكنه من بناء أسطول يسترجع من خلاله الأندلس،[55] فالمواجهة عسكريًا ضد الهابسبورغ الذين كانوا قوة عظمى في ذلك الوقت كانت أمرًا صعبًا فلم تزدد إسبانيا سوى قوة ومحاصرة للدولة السعدية بعد معركة وادي المخازن،[52] إذ ضمت البرتغال متخلصة من ندها وخصيمها.[إسب 1]
- الصراع حول مناجم الملح: لم يبدأ الصراع السعدي مع سلطنة صنغاي في عهد المنصور. فسلطنة آل سكية ببلاد السودان التي يرجع ظهورها إلى القرن التاسع الهجري، دخلت في صراع حول مناجم الملح مع السعديين منذ ظهورهم. ففي عهد سكية إسحق، طلب منه محمد المهدي الشيخ أن يتنازل له عن ممالح تغازة فرفض سكية إسحق، واشتبكت قوات من الطوارق مع جيوش السعديين بدرعة، ثم انسحب الطوارق سالبين وناهبين القرى في طريقهم، أثناء غيبة الملك السعدي، وذلك على التقريب في الثلث الأول من القرن العاشر الهجري.[50]
- حاجة الدولة إلى الموارد: كانت موارد المغرب الأقصى أدنى من أن تسد حاجيات الدولة المركزية من نفقات عسكرية ومنشآت عمرانية واجتماعية،[إنج 7] بعد أن نفذت الأموال التي جنتها الدولة السعدية عقب فداء الأسرى البرتغاليين بعيد معركة وادي المخازن.[إنج 8] وانخفضت عائدات تصدير السكر منذ سنة 1590م بفعل منافسة جزر الكراييب والبرازيل.[56] وكان معروفًا عن السودان أنها تتوفر على معادن الذهب التي طمع المنصور في استغلالها.[54] مع وجوب الإشارة أن ذلك لم يكن الهدف الرئيسي من حملته فكان بإمكانه تحقيق ذلك من خلال معاهدات تجارية.[54] كما أن بلاد السودان لم تكن بالغنى الذي روج له ولن تمثل مداخيل السودان بعد الحملة سوى قدر ضئيل من ميزانية الدولة،[فرن 8] خاصة إن قورنت بالتكلفة العالية البشرية والمادية للحملة،[57] مما جعل بعض المؤرخين يرجحون أن ما أشيع عن غنى صنغاي بالذهب مجرد دعاية لإقناع النخب السياسية بجدوى الحملة.[58][59]
- اتصال ثائر من السودان بالمنصور سنة 990هـ: حسب المؤرخ المغربي إبراهيم حركات، نقلًا عن مصدر إسباني مجهول، ورد على المغرب ثائر، وكانت مهمته أن يتصل بالمنصور الذي كان بفاس حينئذ، وأخبره أنه أخ لسلطان كاغو، وهو سكية إسحق وزعم أن هذا قد اغتصب الملك، وأنه سيسلم إلى المنصور أموالًا طائلة وسيؤدي إليه ضريبة سنوية، إذا ساعده على استرجاع ملكه المفقود.[60]

### مراحل الحملة

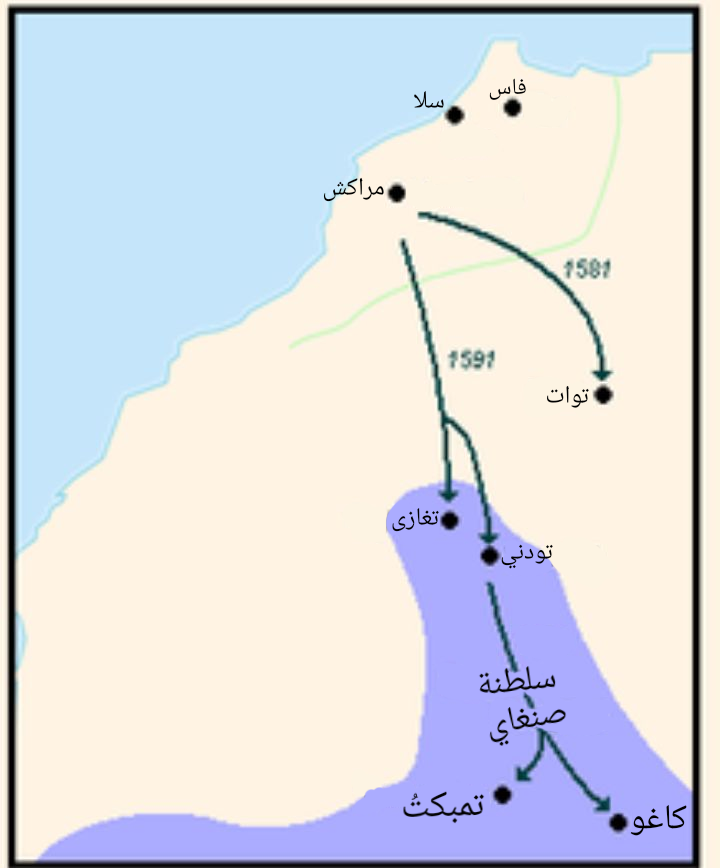
حملات المنصور في بلاد السودان

بعد مبايعة برنو له، فرغ المنصور لصنغاي فكاتب طالبًا البيعة وخراج من حاكمها إِسحق سكية، فامتنع واحتج بكونه أمير تلك الناحية وَأَن طاعة المنصور لا تجب عليه، بل وأجابه بكلام قبيح وأرسل له نعلين من الحديد. تبع ذلك استشارة أعيان الدولة وأهل الرأي والمشورة الذين أفتوا بالبعث إِلى السودان. بعد أن تخوفوا بداية من المشروع نظرا لبعد المسافة وإسلام حكامها، ولكن المنصور أقنعهم بعد أن وضح لهم أن الطريق عبر الصحراء طريق يسلكه التجار، وأن الفتح سيكون ذو نتائج محققة.
بدأ التجهيز للحملة سنة 997 هـ واستمر طيلة السنوات الثلاث الموالية، كتب بعدها المنصور إِلى قاضي تنبكت الفقيه أبي حَفْص عمر ابْن الشيخ محمود ابن عمراء قيت الصنهاجي يأمره بحض الناس على الطاعة ولزوم الجماعة، وبدأت مسيرة الحملة من تانسيفت بقيادة الباشا جؤذر مرورًا بثنية الكلاوي ثم درعة، والصحراء الكبرى في رحلة استغرقت مائة يوم وصولًا إلى مدينة تنبكت ثغر السودان، حيث التقوا بعد عدة أيام بجيش إِسحق سكية المكون من مائة وأربعة آلاف مقَاتل في معركة استمرت من طلوع الفجر إلى العصر كانت الغلبة فيها لجيش المنصور. أتبع المعركة عقد الباشا جؤذر الصلح مع إِسحق سكية ورجوعه لمدينة تنبكت حيث اتُفق على دفعه خراجًا سنويًا وضريبةً يؤديها حالًا.
لم يستسغ المنصور الصلح فعزل الباشا جؤذر وعين أخوه محمود باشا مكانه وأمره بمطاردة إِسحق سكية، فكانت المواجهة الثانية قرب مدينة كاغو، ثم المواجهة الثالثة مع أخ إِسحق تمهدت بعدها البلاد لمحمود باشا واستولى عليها كليًا وكتب بخبر الفتح إلى المنصور.

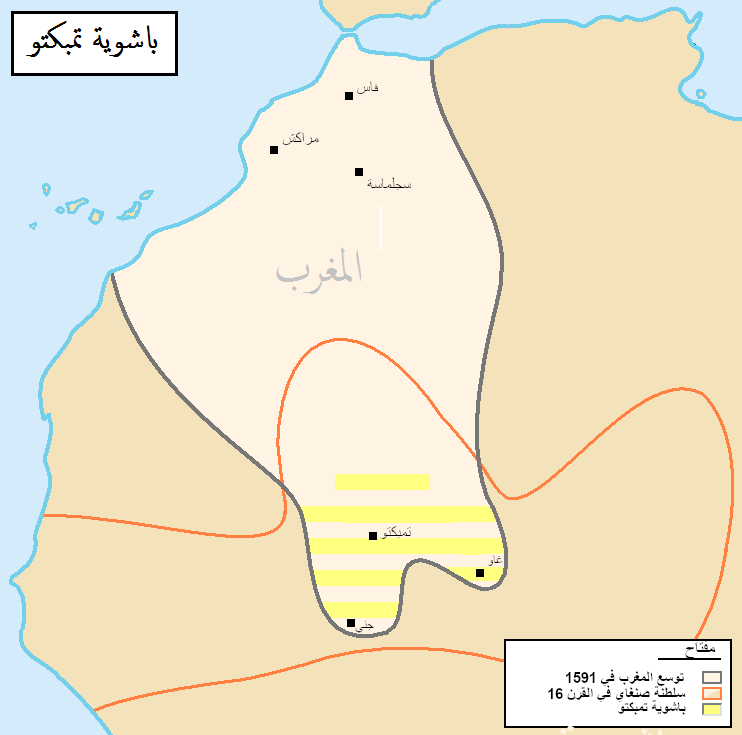
أنشا المنصور بعد فتح السودان ولاية جديدة عرفت لاحقا باسم باشوية تنبكت

ثم حاول منسا محمود الرابع سلطان مالي استغلال انهيار سلطنة صنغاي، فأرسل جيشًا إلى جني لكنه هزم مما أدى إلى سقوط سلطنة مالي. وضمها للسلطنة الشريفة والوصول إلى مناجم ذهبها.

### نتائج الحملة
بالرغم من ضخامة الإمكانيات المجندة لها وعدم تمكنها من بلوغ منابع ذهب كبيرة، خلفت الحملة وقعًا إيجابيًا على خزينة الدولة، فقد أسهمت في تعزيز قيمة العملات وفي تمكين المخزن من اقتناء متطلباته بشروط أفضل. كما أدت لانتشار الذهب في المغرب الأقصى حتى صنعت منه أوان وحلية لا تعد حصرًا، ولذلك أطلق لقب «الذهبي» على أحمد المنصور. وتكاثرت بفضل هذا الذهب المنشآت العمرانية والصناعية، كما نشطت الحركة التجارية مع الخارج نشاطًا لم يُعرف له مثيل سابقًا. إلا أن تنبكت التي عرفت عصرًا علميًا زاهرًا، خلت من جميع مثقفيها الذين انتقلوا إلى المغرب الأقصى، وكذلك الشأن بالنسبة لكاغو. إلا أن ذلك لم يعطل التقدم العلمي بالسودان بل وعرفت تلك البلاد لأول مرة التعليم المنهجي إذ أعطت جامعة سنكوري في القرن السابع عشر أول إجازة علمية كما ظهر مؤرخون وشعراء ورحالة. وقد اقتبست السودان عن الجيش السعدي هندسة البناء، وكان أول عمل قام به الجيش هو بناء قصبة تنبكت، دون أن ينقل إليها فن البناء الأندلسي، وإنما اكتفى بنقل هندسة مباني الجنوب المغربي، وانتشر الإسلام بين القبائل الوثنية هناك، فانتقل إلى القرى بعد أن كان مقتصرًا على المدن. كما استقر أعقاب الجيش السعدي بالسودان، وانصهروا في أهله عن طريق النسب، وشكلوا باشوية تنبكت، لتصبح ولايةً تابعةً لسلاطين المغرب الأقصى، إلى غاية سنة 1826م.

## مشروع فتح الأندلس والأمريكيتين

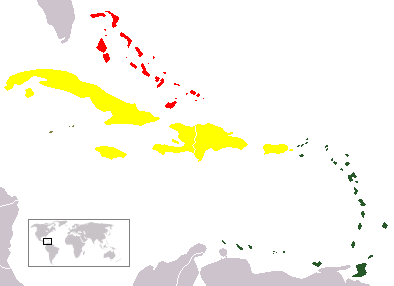
خريطة تبين بالأصفر ممتلكات إسبانيا بالكاريبي والتي أراد المنصور فتحها

بعد اندحار الأرمادا الإسبانية، حوَّل المنصور الذهبي سياسته تجاه إسبانيا من المهادنة إلى الجهاد، فأمر باعتراض العديد من السفن الإسبانية التي مرت قرب ميناء أكادير وغنم منها عدة مدافع. كما سيَّر عدة حملات متقطعة طيلة ثلاثين سنة  نحو الجزائر الخالدات (الكناري) بقيادة الرياس موراطو وشعبان والقلفاط  اللذان هاجما كل من جزيرتي لنسروتي وفرطناتش حيث نجحا في أسر أكثر من ثلاثمئة شخصًا خلال الحملة وذلك بين سنتي 1593 و1595م. كما أرسل المنصور عدة سفن شاركت في غزو مدينة قادش الإسبانية.
ردًا على حملات المنصور على الجزائر الخالدات، واستغلالًا لانشغاله بفتح السودان، حرَّض الإسبان ابن أخيه الناصر الذي كان لاجئًا لديهم منذ وفاة عبد الملك المعتصم بعد نشوب معركة وادي المخازن على تدبير مؤامرة للإطاحة بالمنصور، فنزل بمليلية، واستطاع أن يحصل على نصرة أهل الريف وتازة وناحية مكناس ومناطق تواجد قبائل زناتة وزاوية عبد الله الكوش وعرب الخلط والغرب والحيانية. بيد أن المنصور تمكن من سحق تمرده فاعتقله ثم ضرب عنقه سنة 1105 هـ.
سعى المنصور بعد ذلك إلى إنشاء مستعمرات بالأمريكيتين  عبر عقد تحالف مع الإنجليز وطلب من الملكة أليصابت الاستحواذ على جزر الأزور لقطع طريق العالم الجديد على الإسبان، فلقي طلبه قبولًا كبيرًا في لندرة لكن الكوارث الطبيعية التي حلت بالمغرب سنتي 1597 و1598م من طاعون وجفاف حالت دون تنفيذ الاتفاق.
أعاد المنصور طرح مقترحاته السابقة سنة 1599م مستغلًا عدم الاستقرار التي مرَّت بها شبه الجزيرة الأيبيرية بعد موت فيليب الثاني، فأرسل سفارة رسمية سرية إلى لندرة سنة 1600م بقيادة عبد الواحد عنون، الذي أبرز استعداد الدولة السعدية لتمويل الحملة وتجهيزها، واقترح عملية أخرى مشتركة لفتح أراضي الهند وأمريكا وأيبيريا، وأن جيشه الذي غزا به السودان والذي تمكن من فتح ستة وثمانين ألف «خيمة» قادر وجاهز لذلك، وأن شعوب الهند المسلمة في غالبيتها ستسعد بالانضمام إلى جيوشه الفاتحة. لقي اقتراحه القبول من أليصابت الأولى وأشارت أن مناطق الهند وأمريكا غنية جدًا بالموارد وأن غزوها أفضل من غزو أيبيريا، مردفة أن غزوة كهذه تتطلب تجهيز مبلغ ضخم يقدر بمائة ألف جنيه، واقترحت على المنصور تمويلها بالكامل واسترجاعها على شكل غنائم. قبل المنصور بذلك، وأرجى الاتفاق على التفاصيل التنظيمية وطريقة اقتسام الغنائم، واشترط أن كل الأراضي المفتوحة في أيبيريا تعود إليه حصرًا لأن العلماء سيرفضون حث الناس للخروج إلى الحرب ما لم ينجم عن ذلك استرداد الأندلس للمسلمين. وحاول المنصور استمالة الإنجليز بإمدادهم بالقمح وقت المجاعة، كما عرض على إنجلترا شراء أو كراء بعض من سفنها البحرية، ولكن الإنجليز تخوفوا من أن المنصور يريد أن يزج بها زجًا في حرب ضد إسبانيا، فماطلوا بطلبهم مواصلة المفاوضات في مراكش حيث اقترح أحمد المنصور تقسيم المستعمرات الإسبانية بحيث تحصل الدولة السعدية على جزر الكاريبي بينما تحصل إنجلترا على المناطق ذات المناخ الأكثر اعتدالًا.
أتبع ذلك صمت سياسي، فكل من أحمد المنصور والملكة أليصابت الأولى واجها أزمات ومشكلات داخلية. فالمغرب عرف كوارث طبيعية تمثلت في الجفاف والطاعون للمرة الثانية سنوات 1601 و1602 و1603م، وأخرى سياسية تمثلت في تمرد ولي العهد المولى المأمون ابتداءًا من سنة 1602م، أما إنجلترا فقد عرفت ثورة عارمة في أيرلندا استمرت لحدود سنة 1603م، تبعها وفاة أليصابت الأولى خلال شهر مارس من السنة نفسها ثم أحمد المنصور في أغسطس من السنة نفسها أيضًا.

## أواخر عهده ووفاته

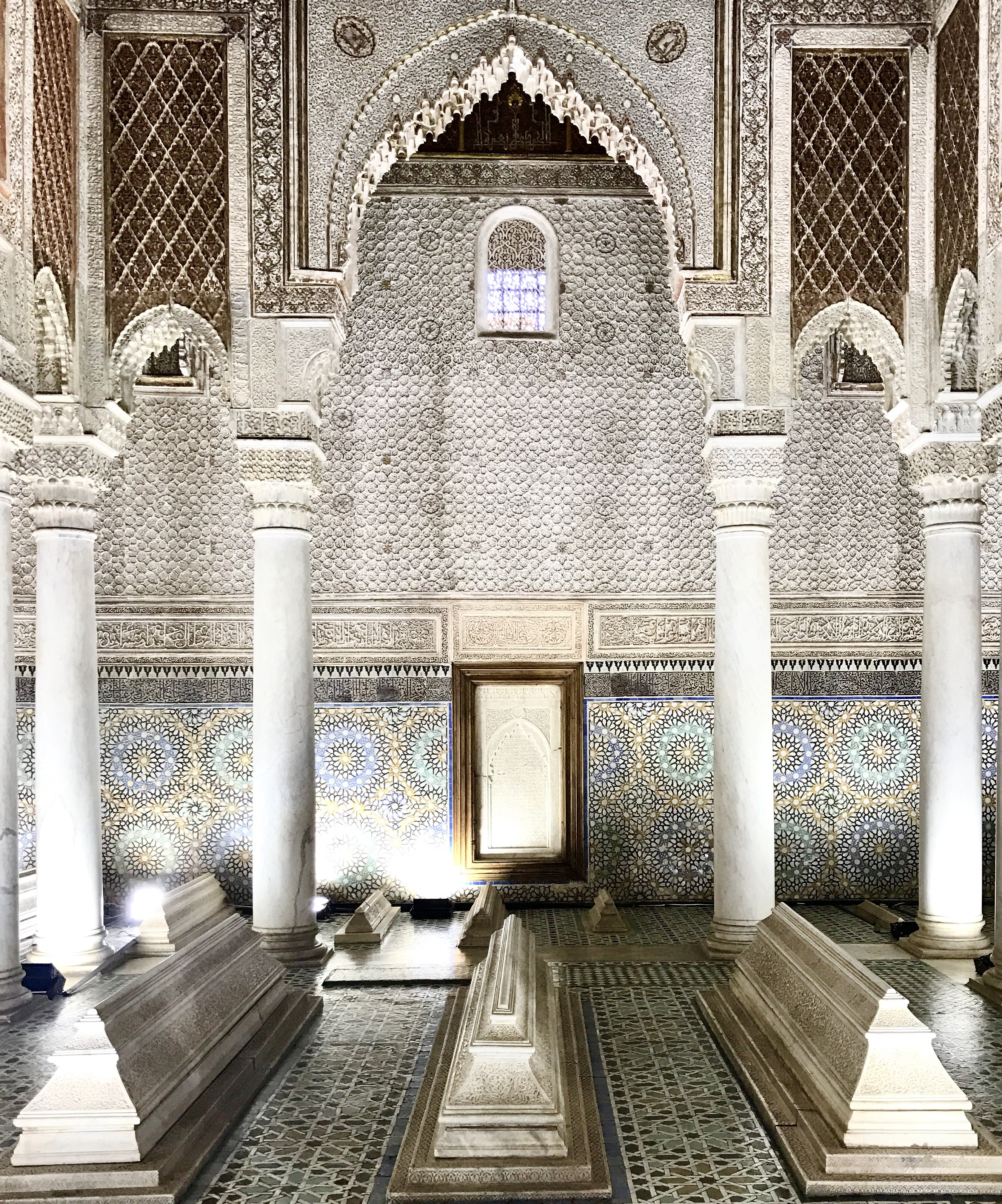
ضريح السلطان أحمد المنصور وبجانبه أبناءه وقد نقش على رخامة قبره:

أقدم أحمد المنصور على تقسيم الولايات على أبنائه: فمنح سوس لأبي فارس وتادلة للمولى أبي الحسن؛ ومكناس لزيدان، أما الشيخ المأمون فكانت له قوة عسكرية تعدادها اثنتان وعشرون ألفًا، اهتم بها وأغدق عليها المال وكسا رجالها، فكسب ولائها، وأسرف في استعمالها في عداوته على الناس. فتدخل الفقهاء بالصلح بين ولي العهد ووالده في أحداث عديدة متعلقة بالسلطة، في معظمها ناشئة عن سوء سيرة ولي العهد.
ولَمَّا كثرت الشكايات التي ترددت على أَبِيهِ، كتب إِلَيْهِ محاولًا زجره وكفَّه عن أفعاله تلك، لكنه على ما يبدو لم يزده التحذير إِلَّا إغراءً، فَلَمَّا رأى السلطان المنصور أَن ابنه لم يكترث له، عزم على التَّوَجُّه إِلَى فاس بِقصد تأديبه، فوصل الخبر إلى الشَّيْخ المأمون فجمع جيشه المكون من اثْنَيْنِ وَعشْرين ألفًا، فزادهم في العطاء وكساهم كلهم الملف وَالْحَرِير. وعزم التوجه إلى تلمسان ليستجير بالعثمانيين، فَلَمَّا علم السلطان بنية ابنه الذّهاب إِلَى تلمسان تراجع عَن الْخُرُوج من مراكش، وَكتب إِلَى ابنه الشَّيْخ يلاطفه ويأمره أَلا يفعل، وولاه سجلماسة ودرعة وتخلى لَهُ عَن خراجهما، كل ذلك من أجل أن يعود إلى طاعته ورشده، فتظاهر الشيخ بامْتِثَاله للْأَمر وَخرج متوجها إلى سجلماسة، لكن لم يبتعد في طريقه عَن فاس بِشَيْء يسير حَتَّى نَدم وَرجع إِلَيْهَا. فبعث إِلَيْهِ الْمَنْصُور أَعْيَان مراكش لينصحوه وفقهائها ليعظوه وخوفوه من سخط وَالِده وَحَذرُوهُ عَاقِبَة العقوق، فَرجع الْوَفْد إِلَى الْمَنْصُور وَقَالُوا لَهُ إِنَّه قد تَابَ وَحسنت حَاله. ويروي المؤرخون أنه في سنة 1007هـ بعث السلطان لولده المأمون بفاس هدية من مراكش فيها تحف وأموال عريضة من بينها فيلة صغيرة، فخرج للقاء ذلك أهل فاس بنحو مائة ألف شخص، وسميت هذه السنة بالمغرب بعام الفيل. لكن الْمَنْصُور لم يطمئن لقَولهم، فصمم على الْمَكْر بابنه الشيخ، فَكتب إِلَيْهِ في جُمَادَى الأولى 1011 هـ رسالة طَويلة كي يباغته على غَفلَة. فبعث الْمَنْصُور إِلَى وَلَده زَيْدَانَ يَأْمُرهُ أَن يُرْسل مائَة من الفرسان على طَرِيق تاقبلات من أجل قطع الطريق على أي من وجدوه قَاصِدًا للغرب من نَاحيَة مراكش، وَأرْسل مَوْلَاهُ مَسْعُود الدوري على طَرِيق سلا يفعل مثل ذَلِك وَخرج الْمَنْصُور من مراكش فِي جيش مكون من اثنا عشر ألفًا أوائل جمادى الأولى 1011 هـ، فأحاط بفاس وفر ابنه إلى زَاوِيَة الشَّيْخ الصَّالح أبي الشتَاء من بِلَاد فشتالة قرب نهر ورغة. فَبعث إِلَيْهِ الباشا جؤذر مَعَ الْقَائِد مَنْصُور النبيلي، فاقتتلوا وقبضوا عَلَيْهِ وَأتوا بِهِ إِلَى الْمَنْصُور فَأمر بسجنه في مكناسة.
توفي أحمد المنصور بالله بعد مرضه بداء الطاعون الذي انتشر في بلاد المغرب سنة 1603م، وكان ذلك بظهر الزاوية بفاس الجديد، ودفن بعد صلاة العصر من يوم العليا، ونقل بعد ذلك الإثنين 16 ربيع الأول سنة 1012 هـ الموافق 23 أغسطس 1603م إلى مراكش ودفن بضريح السعديين، وهي رواية الإفراني. أما رواية الإخباريين الإسبان المعاصرين له فإنه تعرض لتسميم من قبل زوجته عائشة بنت أبي بكر الشبانية، بتحريض من ابنها المولى زيدان. وهذا ما ذكره أيضًا السعدي في كتابه «تاريخ السودان» وذلك لأنه أوصى ببيعة ابنه أبي فارس.

## أهمية المنصور

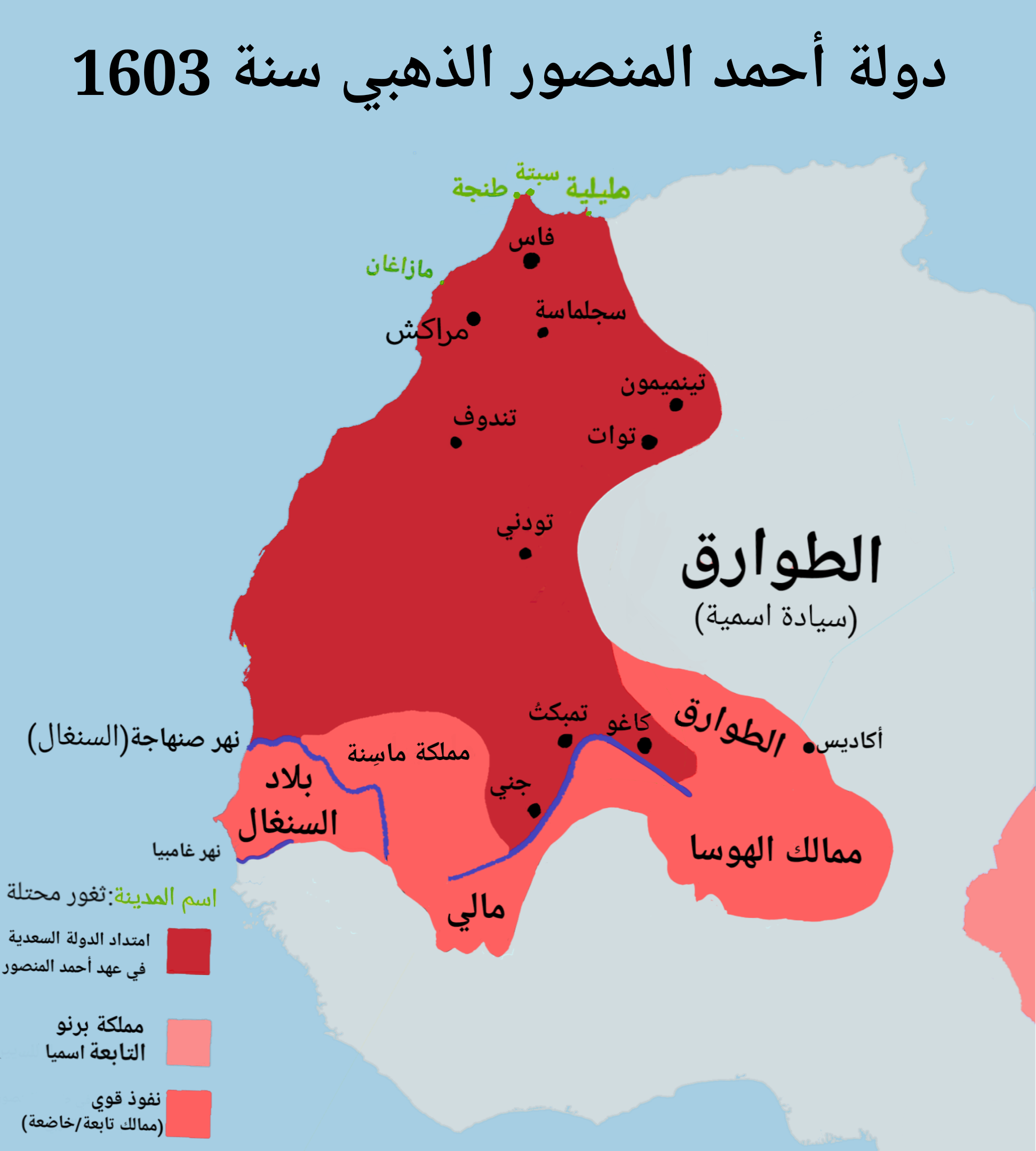
خريطة الدولة السعدية في عهد أحمد المنصور الذهبي مبنية على وصف عبد العزيز الفشتالي وأحمد بن خالد الناصري وابن مليح السراج، مملكة برنو وأرض الطوارق (سيادة اسمية)

حكم المنصور في فترة استثنائية، تحديدًا خلال عصر النهضة الأوروبية، فكان له أعظم دور في الحفاظ على استقلال المغرب الأقصى ومواكبته للعصر باعتماده المكثف لأسلحة البارود، كما ربط علاقات دبلوماسية مع مختلف القوى العالمية، مساهمًا في الاقتصاد العالمي من خلال تصدير السكر والذهب، وذلك من أجل ضرب القوى الأوروبية بعضها ببعض لاسترجاع الأندلس وفتح الكاريبي، ولكنه لم ينجح في مساعيه، بيد أنه تمكن من تحرير أصيلة وأغار على سبتة حتى كاد يفتحها. كما سعى لتأسيس خلافة بالغرب الإسلامي، فلقب نفسه بالخليفة، فكان أول من أظهر أبهة الملك من الملوك السعديين، واتخذ العلم الأبيض شعارًا لدولته، ولقب الفشتالي ذلك العلم بـ«اللواء المنصور».

وأوضح كاتب برتغالي مجهول في كتابه «وصف المغرب: في عهد المولى أحمد المنصور» مساحة السلطنة الشريفة في عهده سنة 1591 قبيل ضم السودان الغربي  فيما يلي: 
وبعد ضم السودان، امتدت رقعة الدولة من نهر السنغال  (نهر غامبيا حسب محمد الغربي ) إلى نهر النيجر. واتسعت لتضم أجزاءً شاسعة من الصحراء الكبرى وبلاد السودان، فأصبحت حدود الدولة تمتد من بلاد فزان والدولة العثمانية في الشرق إلى نهر النيجر في الجنوب والمحيط الأطلسي في الغرب والبحر الأبيض المتوسط في الشمال، يقول أحمد بن خالد الناصري في ذلك:
إذ أن كل من أغاديس وبلاد الهوسا وبعضا من مملكة كاشينا ومجمل مملكة كانو (أي غرب جمهورية النيجر والشمال الغربي والأوسط لنيجيريا حاليا) كانت تابعة لأحمد المنصور. كما أن الطوارق تابعون للسلطنة الشريفة ولكنهم معفون من الضرائب (تبعية اسمية)
ولتسهيل وتيسير حكم البلاد قسمها إلى عدة أقاليم وكل إقليم يرأسهُ ممثل السلطة المخزنية الشريفة يسمى عاملًا، وينقسم كل إقليم إلى مجموعة من القيادات يرأسها قائد أو باشا؛ تنقسم بدورها لمجموعة من المداشر وكل واحدة منها يرأسها شيخ القبيلة.

## العلاقات الخارجية في عهده
عمل المنصور على تقوية علاقاته مع الدول الإسلامية والمسيحية، مستغلًا الصراعات بين قوى المنطقة لمواجهة أطماعها، فلمواجهة الطموحات العثمانية مارس السلطان سياسة مصالحة تجاه آل هابسبورغ، ولمواجهة تهديدات الاتحاد الأيبيري عقد علاقات ثابتة ودائمة مع إنجلترا وفرنسا وهولندا أعداء الهابسبورغ التقليديين كما انتهج في أحيان أخرى سياسة التهدئة تجاه العثمانيين وذلك باستئناف علاقات شبه طبيعية معهم لمواجهة أطماع الدول الأوروبية عمومًا والأيبيرية خصوصًا.

### الدولة العثمانية

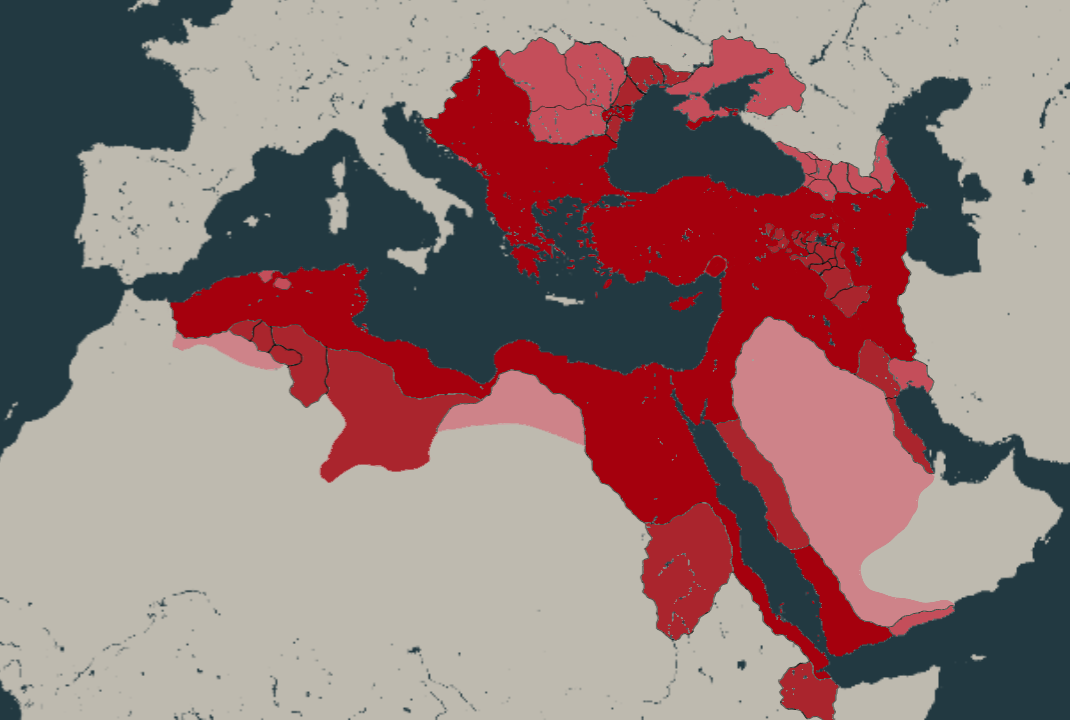
الدولة العثمانية في عهد أحمد المنصور الذهبي

تميزت العلاقة بين أحمد المنصور والعثمانيين بادئ الأمر بالتوتر فقد شهد المنصور وسنُّه لم يتجاوز ثماني سنوات اغتيال أبيه محمد الشيخ المهدي من قبلهم، ومحاولاتهم المتكررة التدخل في شؤون السلطنة الشريفة، ودهاء أبيه ومستشاريه واستغلالهم السياقات الدولية المواتية للحفاظ على استقلالهم، كما شهد مساعدتهم لأخيه عبد الملك في حصوله على عرش البلاد، فكان على دراية بالسياسة العثمانية تجاه السلطنة الشريفة. إذ بعيد توليه العرش وصفه مراد الثالث بالحاكم «عديم القيمة»، ودعم كل من الأميرين داود وإسماعيل للإطاحة به.
نهجت الدولة العثمانية بعد ذلك سياسة تقارب مع أحمد المنصور، ففي رسالة مؤرخة في شهر يوليو من سنة 1580م، دعى مراد الثالث أحمد المنصور لإقامة تحالف هدفه استرجاع الأندلس، واقترح عليه لذلك ثلاثمائة سفينة والآلاف من مقاتلي النخبة، كما اقترح عليه أن يزوِجه إحدى بناته. لا توجد أية معلومة عن رد أحمد المنصور على هذه المقترحات ويفسر البعض ذلك إلى إدراك المنصور لتشتت المجهود الحربي العثماني على عدة جبهات أبرزها الحرب مع الصفويين منذ سنة 1578م إلى غاية 1590م.
بلغت التوترات ذروتها سنة 1581م، حين أمر السلطان العثماني مراد الثالث أمير البحار علج علي باشا بقيادةِ أسطول من ستين سفينة وثمانية آلاف رجل لفرض الهدوء بالجزائر والإضرار بمصالح المنصور. وصل علج علي باشا إلى مدينة الجزائر في شهر يونيو من السنة نفسها، فيما تحصن السلطان أحمد المنصور بفاس وأحاط بالجيش نفسه وأعد العدة وحصن الثغور والموانئ وسلم قيادة ميناء العرائش لأقرب معاونيه إبراهيم السفياني. ساهمت دبلوماسيته في إنهاء النزاع من خلال النجاح في الاتفاق على هدنة بين القوتين الإسلاميتين رغم الضغوط التي مارسها علج علي باشا على الوفود المغربية التي كانت في طريقها لإسلامبول. وساهمت في نجاح الهدنة واستمرارها عوامل منها وباء فتاك وحالة عدم الاستقرار السياسي شهدتها إيالة الجزائر، وثورة عارمة في شبه الجزيرة العربية ببلاد الحرمين الشريفين أوكلت مهمة إخمادها لعلج علي باشا الذي غادر ومن أتو معه الديار المغربية، لكن الدور الكبير في إعادة العلاقات الطيبة بين الدولتين لعبه جيكالة باشا. أتبع ذلك أمر السلطان مراد الثالث ممثليه في طرابلس الغرب والجزائر أن يخصوا سفراء المنصور بالاحترام والتقدير، وابتداءًا من سنة 1583م أصبح يُشار لأحمد المنصور في المراسلات الإدارة العثمانية بالإمام والسلطان والخليفة.
عادت التجاذبات مرة أخرى بين الدولتين في السنة نفسها بعد غزو أحمد المنصور قصور الصحراء جنوب إيالة الجزائر وسيطرته على تجارة القوافل. لم يكن في استطاعة مراد الثالث الرد على تحركات المنصور، فالدولة العثمانية كانت غارقة في الحروب والمواجهات في كل من فارس والبلقان والحجاز والمحيط الهندي، فأسند المهمة لممثله بكلربك الجزائر، فسير هذا الأخير حملة عسكرية ضد التواجد المغربي جنوب الإيالة، فتوجه نحو فكيك لقطع الصلات بين مناطق محل النزاع وبين المغرب لكن حملته باءت بالفشل. أتبع ذلك إقامة المنصور لتحصينات جديدة بقصور الواحات الرئيسية وتخصيصها بحامية دائمة، وضمان الولاء الديني والقبلي لأعيانها عبر إعفائهم من الضرائب والتكرم عليهم، كما راسل بعض الساسة العثمانيين في الجزائر وإسلامبول فتمكن من رشوة عدد كبير من وجهائهم الذين أصبحوا سفراء لقضيته. انتهت الخلافات بعد أن حول السلطان مراد الثالث إيالة الجزائر بعد موت علج علي باشا من بكلبركية إلى باشوية يرأسها باشا يعين لمدة ثلاثة سنوات وهي مدة وجيزة منعتهم من بلورة سياسة نوعية مؤِثرة على المدى البعيد.
استعادت العلاقات مسارها الطبيعي في السنوات الخمس الأخيرة من حكم مراد الثالث، وتحسنت تحسنًا كبيرًت ملحوظًا خلال عهد السلطان محمد الثالث، ويظهر ذلك من خلال تبادل عدد كبير من السفراء ومن العلاقات الرسمية الأخوية التي جمعت القوتين إذ أرسل المنصور في ذي القعدة 998 الموافق لسنة 1590 سفارة للباب العالي يدعوه فيها إلى توحيد الصف للقيام بحركة جدية لصالح مسلمي الأندلس. يرجع البعض هذا التحسن لظروف السياسية التي كانت تمر بها الدولة العثمانية من حرب الثلاثة عشر عامًا، والحرب مع الصفويين، وتمردات الإنكشارية والسباهية، وثورة ولايات الأفلاق والأردل والبُغدان، وهي ظروف ساعدت المنصور، ففي الرسالة الأولى التي بعث بها إلى الباب العالي على إثر صعود محمد الثالث إلى الحكم، أسبغ على نفسه كل الألقاب الخليفية ذات العلاقة بالسيادة في حين لم يستعمل سوى لقب السلطان للحديث عن العاهل العثماني، بل إن الدولة العثمانية أصبحت عنده مجرد إيالة أي مملكة أو مقاطعة لا تستطيع ادعاء أي وضعية متميزة.
وأرسل السلطان الشريف زُمْرَة من الدعاة للمشرق متخفين في زي حجاج وعلماء وتجار، منهم أحمد الوجاني، وأحمد الماسي، وسعيد الماغوسي، وأحمد بن عبد الجليل، وعلي التمڭروتي، وأحمد بن القاضي، تلخصت مهمتهم في تعزيز العلاقات مع الأقطاب الدينية والمعارضين السياسيين وزعماء القبائل الداخلين تحت جناح الدولة العثمانية. كما تبادل السلطان الشريف مئات الرسائل مع عدة علماء تناولت موضوعات مختلفة، وأغدق عليهم العطايا وأقام لهم احتفالات استقبال فخمة في المغرب. نجحت سياسة أحمد المنصور حيث حصل على دعم عدد كبير من مشايخ مصر والحجاز الذين سجلوا في حقه شهادات تنويه قيمة، ومن زعماء المناطق حدودية بين مصر وطرابلس الغرب، فاعترفوا بإمارته للمغرب الأقصى بل ووعدت بعض قبائل العربان أن تضع تحت تصرف السلطان الشريف أكثر من سبعة آلاف من فرسان البدو إذا ما عزم على غزو الإيالات العثمانية بشمال إفريقيا حيث أن يونس بن عمر صاحب إمارة بني عمر بصعيد مصر ساند السلطان الشريف ونشر فضائله بين السكان المحليين.
وفي أواخر عهد المنصور هاجم باي (أي وال) تلمسان واحة فكيك وحاول فرض الضرائب على المناطق المحيطة بها فكتب السلطان بذلك إلى باشا الجزائر لتذكيره أن الواحة تابعة للسلطنة الشريفة طبقًا للاتفاقيات مع السلطانين مراد الثالث ومحمد الثالث وينبهه أن أي تحركات في المستقبل يمكن أن تؤدي إلى نتائج وخيمة.

### مملكة إنجلترا

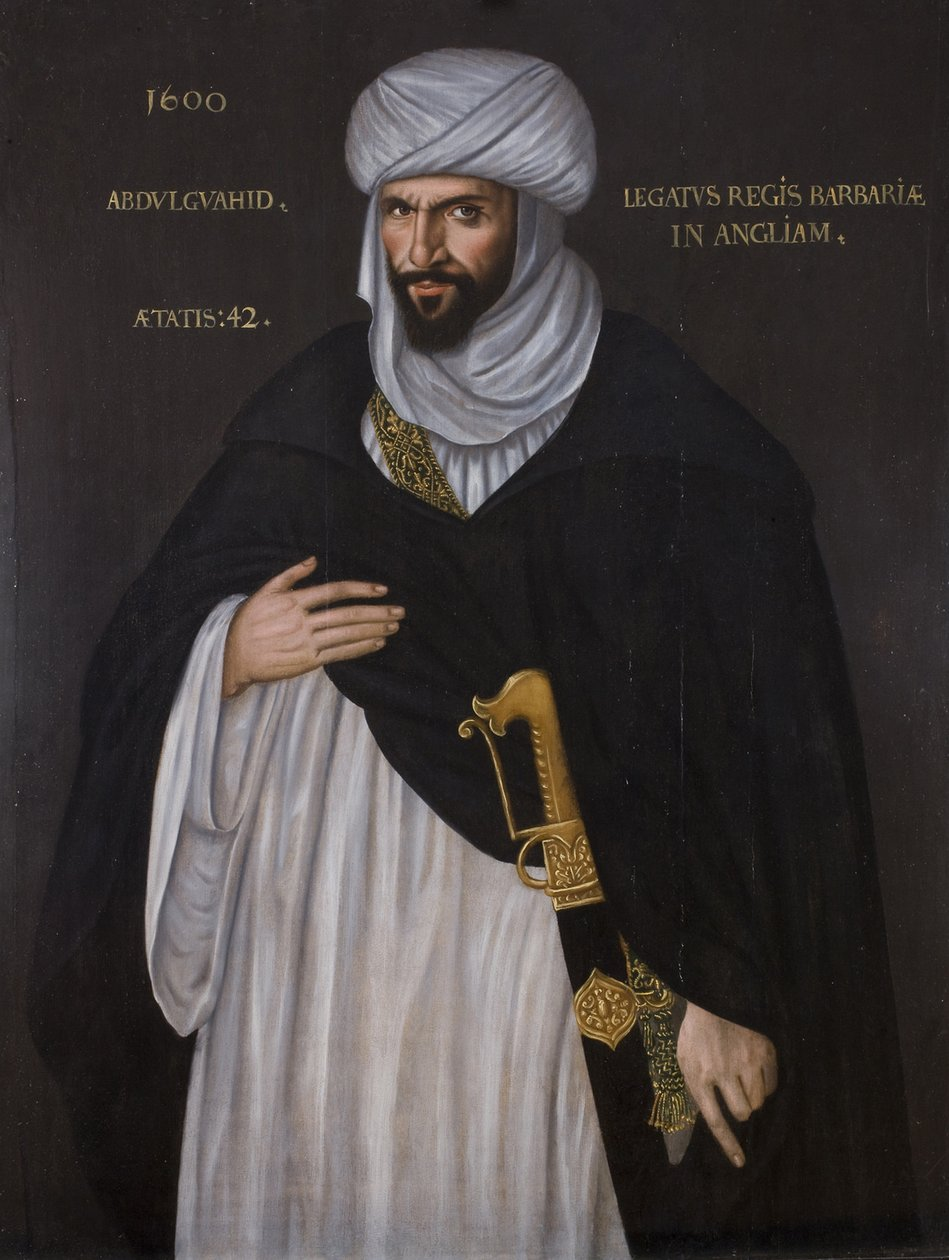
عبد الواحد عنون سفير سلطان أحمد المنصور الذهبي للملكة أليصابت الأولى.

تنامت العلاقات المغربية الإنجليزية في عهد المنصور، ففي المجال الاقتصادي شكلت إنجلترا له موردًا للأسلحة وسوقا مفتوحًا لبيع منتجاته. توجت هذه العلاقة بعد ثلاثة سنوات من المفاوضات (1581-1584م) بإنشاء الشركة المغربية بهدف تنظيم التجارة بين البلدين. وفي المجال السياسي دعم السلطان إنجلترا في صراِعها ضد إسبانيا وساند المطالب بالعرش البرتغالي الدون أنطونيو، إلا أن السلطان ما لبث أن أخلف وعده لهم بالتزام الحياد سنة 1589م في معركة الأرمادا الإنجليزية تاركًا الإنجليز يعانون من خسائر فادحة متحججًا أن سفير الملكة لم يوضح تاريخ الحملة توضيحًا كافيًا. تجمدت على إثر ذلك العلاقات السياسية بين البلدين لسبع سنوات انشغل فيها المنصور بفتح صنغاي، فيما تواصلت العلاقات التجارية والاقتصادية.
استؤنفت العلاقات في ديسمبر سنة 1596م إثر طلب المنصور من الإنجليز الإفراج عن أحد عشر خادمًا قُبض عليهم أثناء حملة النهب الإنجليزية الهولندية لميناء قادس، أتبعها بعد أسابيع قليلة عرضه على ملكة الإنجليز تشكيل حلف ضد فيليب الثاني، لكنه لم يلق تجاوبًا كبيرا كما أُسلف لأن الإنجليز لم يجدوا في الدولة السعدية الشريك المثالي الذي كانوا يأملونه لأن المنصور كان يطلب من الإنجليز استجابة سريعة لمتطلباته في حين يعدهم في المقابل بوعود فضفاضة بل ويماطل تنفيذها، كما أن مشروع الشركة المغربية انتهى بالفشل. كذلك فإن الإنجليز عرفوا عمومًا بازدواجية خطابهم الدبلوماسي، فقد تواصلوا مرارًا مع الدولة العثمانية مشجعين إياها على غزو المغرب الأقصى، بل واقترح السفير الإنجليزي سنة 1603م بعد وفاة المنصور أن تغزو إنجلترا نفسها البلاد، كما أن إنجلترا ظلت متخوفة أن تحالف الدولة السعدية تحالفًا مباشرًا ضد آل هابسبورغ، مما قد يحولها إلى دولة أوروبية منبوذة خصوصًا وأن إنجلترا كانت ما تزال بها أقلية كاثوليكية كبيرة آنذاك.

### الدول الأوروبية الأخرى
أسر المنصور أربعة عشر ألفًا من الجنود البرتغاليين بعد معركة وادي المخازن افتدوا بمبلغ ضخم من الذهب، حتى إن الناصري يقول أن ذلك هو السبب الحقيقي لتسميته بالذهبي. كما أعلن البرتغاليون تنازلهم عن مدينة أصيلة سنة 997 هـ الموافقة لسنة 1589م وسلموها للمنصور سنة 1592م بعد أن خشي فيليب الثاني أن ينجد المنصور أحد المطالبين بعرش الإمبراطورية البرتغالية، إذ كانت البرتغال آنذاك قد أُلحقت بالتاج الإسباني. كما حرص المنصور على الارتباط مع هولندا بعلاقات وثيقة بعد انفصالهم عن الإمبراطورية الإسبانية، بل وكانت الدولة السعدية أحد الدول الأولى التي ارتبطت معها بعلاقات سياسية واقتصادية وثيقة، إذ استوردت هولندا السكر والزيت واللوز والعسل والشمع والجلود وصدرت الأسلحة والأقمشة. كما حرروا أسرى مغاربة بعد غزوتهم لقادش، وهي غزوة أراد الإنجليز إخفاءها على السلطان المنصور. إلا أن الهولنديين أصروا على مشاركة الأسطول السعدي في الحملة. وقد حدث فعلا أن شاركت بضع سفن سعدية في السيطرة على قادس سنة 1596  إذ كانت هولندا تنوي تسليم المدينة للسلطنة الشريفة تمهيدا لاسترداد الأندلس.
وكان من بين المهنئين بنصر وادي المخازن مملكة فرنسا إذ طلب سفيرها ثلاثة أمور: السماح للتجار بدخول الموانئ المغربية لتصدير البارود، تحرير أسرى فرنسيين وأن تقترض من الدولة السعدية مائة وخمسين دينار واستجاب المنصور لتلك المطالب مقابل تحرير أسرى مغاربة وبعد أن تأكد أن سفن الفرنسيين تجارية بحتة. كما أجرى المنصور عدة اتصالات مع البلاط الفرنسي للتحالف معها وتقسيم ممتلكات إسبانيا بالعالم الجديد.

## الدولة في عهده

### الدواوين

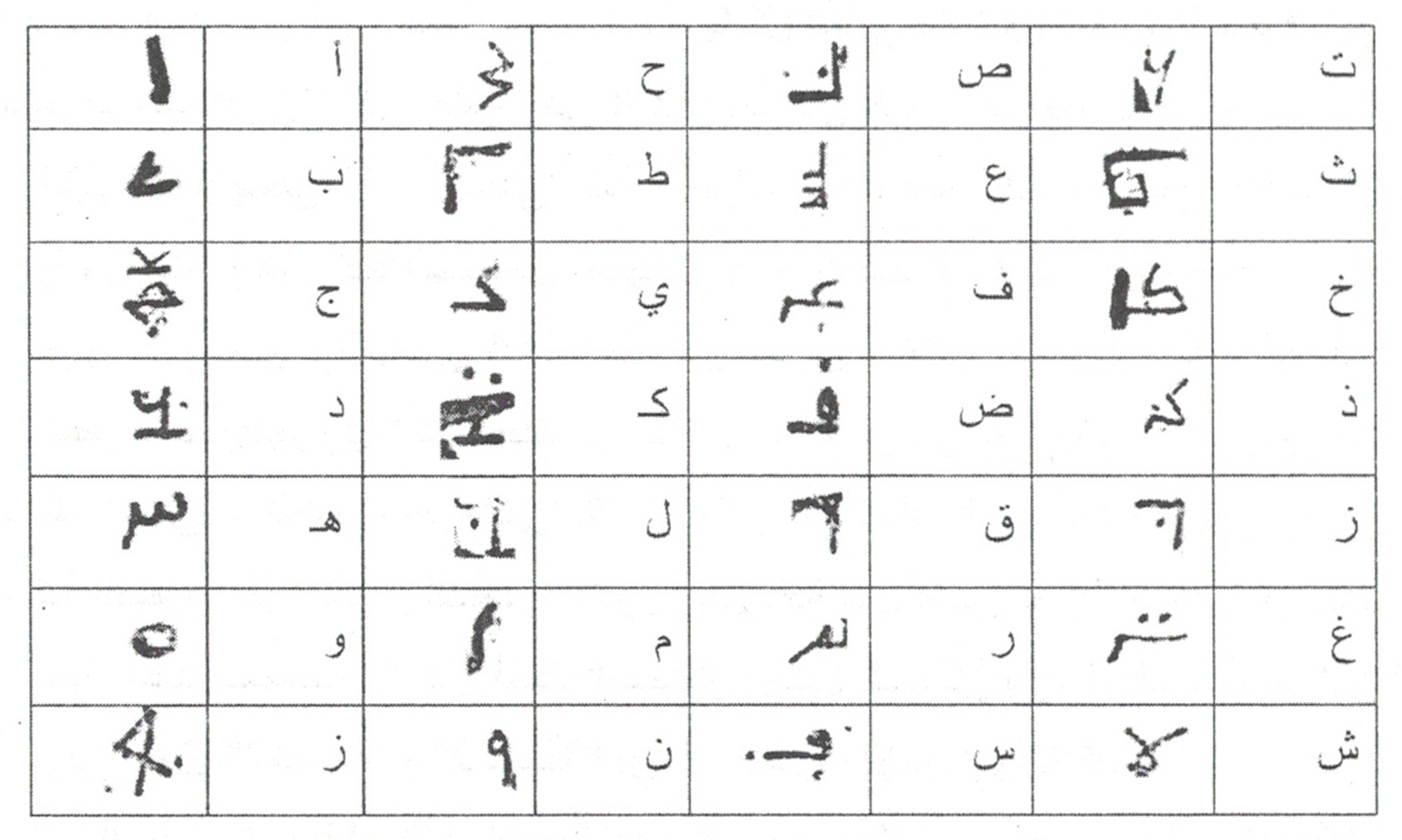
نظام تعمية ابتكر زمن أحمد المنصور. يرجح بعض المؤرخين أن المنصور من وضعه بنفسه.

انبرى المنصور إلى إحياء المنظومات الإدارية المخزنية المتهالكة، فكان أن أحيى نظام تعمية المراسلات وخصص له قسمان: الأول للترميز والثاني لفكه، وجعلهما جزءًا من ديوان الإنشاء الذي يضم إلى جانب القسمين السابقين مصلحة المراسلات، ومصلحة الختم، ومصلحة اللغات والترجمة، وكان يعمل بهذه الأخيرة العشرات من الناقلين والمترجمين من أصول مختلفة، فكان منهم الأندلسيين والعلوج والأتراك واليهود وحتى الأوروبيين المسيحيين.
حاول الذهبي الدمج بين العنصر العربي والعلجي، فعين العرب على قيادة عساكر الخيل وعين العلوج على جيش النار (جيش الأندلس) والأمور الخاصة بالمُلك. كما اتخذ من بعض الزعامات القبلية المحلية كبار مستشاريه. وفي عهده احتكرت أسرتان ذات أصل أندلسي هما آل الغساني وآل بن سودة مناصب الإفتاء والخطابة والقضاء، كما اتخذ على غرار الموحدين والمرينيين والوطاسيين مجلس شورى أطلق عليه اسم المجلس السلطاني ثم بُدلِّ اسمه إلى الديوان، وكان يرأس كل جلساته التي تنعقد أيام السبت والاثنين والأربعاء من كل أسبوع. وفي المجال القضائي خصص المنصور أيام الاثنين والجمعة لاستقبال شكاوى رعاياه، خاصةً تلك المرفوعة ضد رجال السلطة، مع تكليف كبار الأعيان بتتبع المظالم يوميًا وبالبحث في الملفات التي لم يجد الوقت الكافي للنظر فيها. وجرى تعيين قاضي جماعةأ[›] على رأس المدن المهمة وجرى تعيين القضاة كما كان الأمر عهد من سبقه من سلاطين بموجب ظهائر.
لعب أصحاب مهنة العدول ب[›] الذين كانوا يتمركزون في الغالب قرب دار القاضي دورًا حيويًا في عمل القضاء المغربي بُعيد تمام الفتح الإسلامي واستقرار الإسلام في البلاد، واستمر عملهم على قدر كبير من الأهمية خلال عهد المنصور، فكانوا يشهدون على العقود ويوثقوها، كعقود الزواج والطلاق والميراث والهبات والمعاملات التجارية والدعاوى، وكانوا يتلقون أجورهم من طالبي الخدمة.
أهم رجال الدولة في عهده
- عبد الكريم بن موسى بن يحيى: أول من شغل منصب الحاجب عهد السلطان المنصور.[130]
- عبد العزيز بن سعيد بن منصور الملقب بعزوز الوزگيتي: قريب السلطان من جهة أمه وزعيم اتحادية قبائل الوَزْگيتة، وهو ينحدر من إحدى أقدم العائلات المخزنية إذ كان جده الأعلى مسعود بن أرگاس أحد قادة الخليفة الموحدي الناصر (1199-1214م). كسب ثقة المنصور بعد أن أنقده من مؤامرة قادة الجيش الأندلسي فولاه منصب حاجب السلطان سنة 1583م، لكنه مارس مهام الصدر الأعظم فعليًا، كما عينه قاضيًا للجماعة على فاس ومراكش،[131] وكان مستشاره الذي لم يقطع أمرًا إلا باستشارته.[132]
- إبراهيم بن محمد السفياني: شغل منصب قائد القياد منذ سنة 1582م ووالي تادلة بين سنتي 1582 و1585م ووالي دمنات منذ سنة 1585م إلى حين وفاته سنة 1599م.[133]
- محمد بن سليمان: شغل منصب قائد القياد.[134]
- عبد العزيز الفشتالي: تولى الوزارة ورئاسة ديوان الانشاء.[135]
- عبد الواحد بن مسعود بن محمد بن عنون الأصيلي: رئيس قسم الترميز وسفير السلطان للملكة أليصابت سنة 1600م.[فرن 31]
- جؤذر باشا: قائد الجيش الأندلسي.[وب-عر 9] عينه المنصور عاملا على السودان بعد فتحها.[136]
- محمود باشا أخ جؤذر باشا: برز نجمه خلال حملة السودان.[وب-عر 9]
- محمد بن عيسى التاملي: أول من ترأس ديوان الإنشاء على عهد المنصور.[137]
- أبي القاسم الشاطبي: تولى منصب قاضي مراكش طيلة عهد المنصور.[138]
- محمد بن بركة: قائد الحملة العسكرية على قصور الصحراء.[139]
- محمد بن سالم: صاحب الشرطة في فاس وقائد حملة ضم شنقيط.[140]
- أحمد بن القاسم الحجري الأندلسي: مترجم المنصور، ترجم العديد من الكتب الفقهية إلى الإسبانية لفائدة الأندلسيين الذين لا يتقنون العربية. [إنج 16]

### الاقتصاد
شهدت الدولة في عهد المنصور الذهبي نشاطًا وتطورًا اقتصاديًا واسعًا شمل كل النواحي الزراعية والصناعية والتجارية.

#### المجال الفلاحي
أسند المنصور الأمور للأخصائيين العالمين بتضاریس وتربة البلاد، واعتنى بزراعة السكر؛ فخصص أراضٍ رحبة لزراعته بحيث لم تعد قاصرة على منطقة سوس، وإنما انتشرت في بلاد حاحا وشيشاوة القريبة من مراكش، كما سهر على توزيع الأراضي الزراعية على القبائل، واهتم بالريِّ وسقي الأراضي الزراعية عن طريق استغلال الأودية؛ فنشطت زراعة الحبوب والأشجار المثمرة، ورعي الماشية وتربية الخيول، وعم الغرس والخير في البلاد حتى اكتفت الأسواق الداخلية وأصبحت الدولة تُصدِّر مَنتُوجَاتها للخارج.

#### المجال الصناعي
حرص المنصور على الحد من استيراد المنتوجات الصناعية الأجنبية وتشجيع الصناعة المحلية. واهتمَّ السلطان بصناعة السكر، وأنشئ له مصانع ضخمة في كل من تيدسي وتارودانت وشيشاوة وحاحة، وذلك من أجل الاستغناء عن أساليب الاستغلال التقليدية السائدة منذ عهد والده، وسعى لتوفير موارد مالية إضافية تعفيه من اللجوء إلى الجباية، منتفعا من جودة تربة بلاد سوس ومن ملاءمة مناخها. حيث استفادت زراعة السكر من ظروف الاستقرار بعد أن قمع المنصور ثورتين نشبتا ضد الصناعة الجديدة، فنمت هذه الصناعة الضخمة في عهده فكانت تزود وتمد الأسواق الداخلية بما تحتاج إليه من السكر، وأصبح يصدر الفائض الذي وظفه في مبادلاته مع الدول الإيطالية وفرنسا، وخاصةً إنجلترا حتى أضحى السكر يتبوأ المرتبة الأولى في قائمة الصادرات ويدر على الخزينة مداخيل مالية هامة. وسخَّر السلطان تلك المداخيل في تغطية حاجيات الدولة من أسلحة ومستلزمات بناء سفن.
كما اهتم بالصناعة التعدينية فضاعف إنتاج الفضة والنحاس في الأطلسين الكبير والصغير، والحديد في نواحي تافيلالت ودبدو ومليلية، والقصدير بضواحي سلا، وفاضَ في عهده الذهب حتى صارت المعاملات وأداء الرواتب به وكُنِي بالذهبي لوفرة الذهب. كما أنه أنشئ مصانع للأسلحة تركز جلها في جهة مراكش عملت على إنتاج البنادق ومدافع الزمن الحديثة، وأخرى لصناعة السفن في الموانئ المغربية، وازدهرت في عهده الحرف من صناعة الملابس والمنسوجات والسجاد والصوف والخشب والزجاج والورق والحلي والنحاس والجلود وغیرها، فاشتهرت بلاد دكالة بمصنوعاتها الصوفية الجيدة، من ملبوسات كالجلاليب والسلاهم والحياك والمفروشات كالحنابل والزرابي، وتكاثر عدد الصناع في المدن وانتظموا في حرف يرأسها أمناء يسهرون على جودة الإنتاج ويفصلون في الخلافات التي تقوم بينهم، حتى الأطباء والصيادلة كان لهم أمناء يسهرون على عملية مراقبة الجودة وعلى عملية منح الرخص لصنع الأدوية بعد التثبّت من الخبرة المهنية فأصبحت الصناعة في عهده تدر أرباحًا عظيمة.

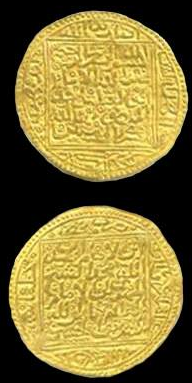
دينار ذهبي ضرب زمن المنصور في سجلماسة، مركز قوافل الذهب.

#### المجال التجاري
نمت التجارة الداخلية بين المدن والقرى بفضل الأمن وتنظيم طرق المواصلات وضبطها، وأُنشِئَت في عهده طرق أخرى جديدة تربط بينها وبين أسواق بلاد السودان التي كان أكثر ما يلقى رواج فيها السكر والأواني المعدنية ومعادن النحاس والقصدير والحديد. أمَّا في التجارة الخارجية فجرى تصدير السكر وملح البارود والذهب والجلود والشمع والحبوب والفواكه اليابسة والصوف والتمر واللوز والعسل والصمغ والنيلة وریش النعام وقضبان الحديد والنحاس والقصدير لأوروبا، واستيراد الأسلحة وبعض ما يلزم في صناعتها، وكانت إنجلترا تعتبر الشريك الاقتصادي الأول للدولة السعدية حينئذ.

#### المجال المالي
ضرب المنصور دينارًا ذهبيًا باسمه، واستبدل ما سبقه بالذهب فصارت المعاملات والأجور والمعاشات والهبات والهدايا تأتي ذهبًا. شكل مدخول تجارة السكر 33% من مدخول خزينة الدولة، بينما شكلت الضرائب 50% من مجموع المداخيل، وتعددت الضرائب في زمنه، منها الشرعية المعتادة كالزكاة والأعشار والجزية والخراج، وأخرى قديمة مستحدثة وهي ضريبة النايبة التي تطورت في زمنه من ضريبة عينية إلى ضريبة نقدية. وبالرغم من القيمة النقدية التي اكتسبتها عملة المنصور إلا أن عهده عرف سنوات من الغلاء المفرط نتيجة لارتفاع الضرائب وكثرتها حتى أن البعض رحب بثورة الناصر. رغم ذلك فإن عهده عرف فترات ازدهار ورخاء شامل. واستفادت العملة المخزنية افتداء أسرى معركة وادي المخازن ونتائج فتح السودان وتنشيط الصادرات بالاعتماد على السكر وتحويل الضريبة من عينية إلى نقدية فارتفعت سيولتها.

### العمران
نشطت حركة العمران في عهد أحمد المنصور في شتى أنحاء المغرب، وظف خلالها عائدات التجارة والتبر المجلوب من السودان في تشييد وتوسيع وتجديد المنشآت العمرانية الدينية والعلمية والعسكرية في مختلف أنحاء البلاد، واهتم بالجانب الجمالي فيها، فوصف ما حصل في عصره بالنهضة السعدية. أقيم في عهده مسجد باب دكالة ووُسِّع ضريح السعديين، وكان أعظم ما شيد قصر البديع الذي لم يُبنَ مثيله وعديله قبلًا، في هذه البلاد والذي عد من عجائب الدنيا ذلك الزمن.
- قصر البديع: ابتدأت أشغال بناءه عقب توليه الحكم واستمرت ستة عشر سنة (1578-1594م)، وهو أيقونة عصره.[50][وب-عر 12][وب-عر 13]

| مشهد لقصر البديع سنة 1640م الموافقة لفترة حكم السلطان محمد الشيخ الأصغر، من طرف أدريان ماثام، في الأعلى كتابة باللغة اللاتينية: «القصر العظيم - المملكة المغربية» |

- مسجد باب دكالة: وهو مسجد بنته أمه مسعودة الوزكيتية في عهده.
- ضريح السعديين: شهد في عصره التوسيع على فترتين، الأولى بعد وفاة أمه مسعودة الوزكيتية، والأخرى وُسِّعت فيها الجهة الجنوبية تحضيرًا لمثواه الأخير. عرف الضريح في عهده بناء كل من قاعة المحراب وقاعة الاثنا عشر عمودًا وقاعة الكوات الثلاث.[وب-عر 14]
- جامع القرويين: وسع المنصور الجامع ببناء جناح جديد في ناحيته الشرقية خصه بنافورة مياه رخامية بين عامي 1587 و1588م،[150] كما بنى خزانة جديدة للكتب بجانب خزانة المصاحف العنانية سميت بالخزانة الأحمدية الشريفة نسبةً له وعمل على تزويدها بكتب نادرة.
- جامع الفنا: وهو جامع بدأ بناؤه في عهد هذا السلطان. أُطلق عليه في الأصل اسم جامع الهناء ولمَّا تسلط وباء الطاعون على البلاد وأهلك العباد في مراكش، ومن بينهم السلطان، أطلق على المسجد اسم جامع الفنا الهلاك، ثم سُميت الرحبة المجاورة له أيضا بالاسم نفسه، أي ساحة جامع الفنا.[وب-عر 15]

أنشأ أحمد المنصور إلى جانب ما سلف ذكره، ثلاثين قصبة وحصنًا اخترقوا طول البلاد وعرضها، وجدد الكثير منها. فأنشأ حصن النصر، وحصن الفتح في العرائش، وجدد ورمم قصبة الوداية وزاد فيها حصنين بارزين وعزز قصبة تازة ببناء حصن بارز يأوي المدافع، وشيد تسعة حصون بفاس منها برج النار وبرج الجنوب، وأعادَ ترميم قصبة العاصمة مراكش، وشيد على بعد خمسة عشر كيلومترًا جنوبها قصبة أسماها قصبة القاهرة ثم بنى أخرى سميت بقصبة تاجداشت. وطالت عمليات التشييد والترميم بعض البنيات التحتية. كذلك بنى المنصور قنطرة سبو بفاس، وجدد قنطرتي تانسيفت ووادي أم الربيع وأقام سدين بوادي بوطوبة.

### التعليم
استفاد المنصور من المنشآت التعليمية المرابطية والموحدية والمرينية التي كانت لا زالت قائمة، بالإضافة لأخرى أنشئها السلاطين الأشراف ممن سبقه، فاهتم بها المنصور حتى ازدهر العلم في زمنه ازدهارًا عظيمًا بالغًا ذروة سنام العهد السعدي. تجلى ذلك في تزايد معاهد العلم والدراسة، وفي كثرة العلماء وطلبة العلم، وتعدد مجالات اختصاصهم، وظل الطابع العلمي من أهم مميزات عهده، إذ كان يرعى العلماء والمتعلمين، ويعقد المجالس العلمية العامة والخاصة في أوقات معلومة لا تتخلف، يحضرها علماء دولته من الشمال والجنوب، فيغدق عليهم من الصلات والعطايا ما حفلت به كتب التاريخ والتراجم.

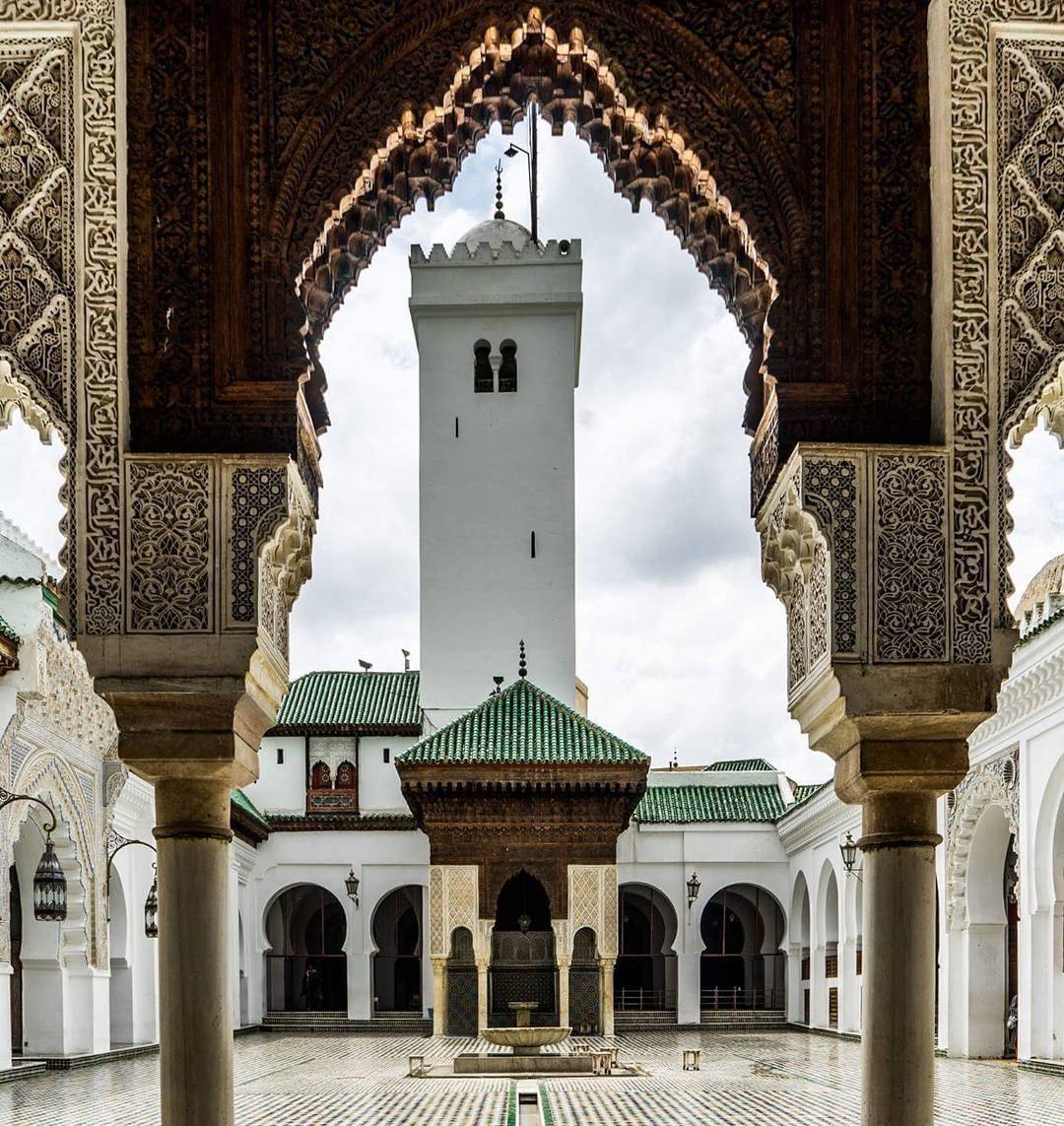
جامعة القرويين، أحد أهم مراكز العلم عرفت توسيعات زمن أحمد المنصور.

كانت المرحلة التعليمية في عهد المنصور تبدأ مع بلوغ الطفل سن التمييز، أي بين الخامسة والسادسة، فيتلقى مبادئ القراءة والكتابة وحفظ القران على يد الفقهاء بالمسيد، وهي كتاتيب كانت منتشرة في جميع أنحاء بلاد المغرب الأقصى بحيث لا تَخلو منها أي قرية وإن صغرت، ثم مرحلة المدرسة وهي تتواجد في كل قبيلة واحدة أو أكثر فإن كانت القبيلة كثيرة الأفخاذ، فإن كل فخذ يبني مدرسته على حدة، وهذه المدارس كانت تسمى مدارس علمية تمييزًا لها عن الكتاتيب القرآنية، ثم مرحلة التعليم المشترك في الجامع حيث يتلقى طالب ما يرضى وشاء من العلوم النقلية، مثل علم التفسير وعلم الحديث والفقه والتصوف والتاريخ (تحت عدة مسميات وتصنيفات علم المغازي وعلم الشمائل وعلم التراجم وعلم أخبار الزمن) وعلم الأدب وعلم القراءات ويضم كلًا من علم التجويد وعلم الرسم القرآني وعلم الضبط، كما دُرِّست العلوم العقلية مثل الفلسفة والرياضيات والمنطق والفلك والطب بعضها في كيانات منفصلة عن الجوامع. تنتهي هذه المرحلة بحصول الطالب على الإجازة، وهي صنفين عامة وخاصة، ولكل صنف فروع تخول مثلًا لطالب العلوم النقلية أن يصبح فقيهًا سواء في المسيد أو الجامع مع حظوة كبيرة لتولي القضاء والافتاء ومراكز أخرى في سلك وظائف المخزن.
تعددت المراكز العلمية زمن أحمد المنصور وزادت أفاق التدريس والتحصيل فيها، أهمها فاس التي ضمَّت كل من مدرسة الصفارين ومدرسة دار المخزن (مدرسة فاس الجديد) ومدرسة الصهريج ومدرسة السباعين ومدرسة العطارين والمدرسة المصباحية والمدرسة البوعنانية وجامعة القرويين وجامعة الأندلس. تلت مراكش فاس من حيث أهميتها العلمية، وتمثلت بكل من مدرسة ابن يوسف ومدرسة جامع الشرفاء ومدرسة جامع الأشراف، ومدرسة القصبة ومدرسة جامع أبو العباس السبتي، كما عرفت كبريات مساجدها نشاطًا علميًا واسعًا وغدت زمن المنصور سوقًا للمعارف النافذة ومنبعًا للعلم في الديار المغربية. ثم تارودانت التي ضمت إلى جانب المدارس والمساجد الصغرى ثلاثة جوامع كبرى للتدريس، هي جامع القصبة والجامع الكبير وجامع سيدي وسيدي. ودُرِّس فيها وفق نظام الكراسي العلمية.
كما مارست الزوايا مهام تعليمية وتحولت زمن أحمد المنصور إلى مراكز علمية نشطة وكان لها الفضل في نشر العلم وازدهاره، ومن أشهرها الزاوية الجزولية، والزاوية الدلائية وزاوية تيدسي والزاوية التمصلوحتية وزاوية سيدي علي والزاوية الناصرية.
أهم العلماء المغاربة في عهده
- محمد بن قاسم القصار: عالم محدث وفقيه متبحر في جميع العلوم النقلية والعقلية شغل منصب مفتي مدينة فاس وأستاذ كرسي المرادي على الخلاصة بالقرويين.[158]
- أحمد بابا التنبكتي الصنهاجي: فقيه مالكي محدث ونحوي ومن مؤرخي التراجم في السودان، شغل مناصب التدريس والإفتاء.
- أحمد بن علي الصنهاجي الزموري: عالم في الفقه والتفسير والقراءات والنحو.[159]
- أبو العباس أحمد بن علي المنجور: أستاذ السلطان أحمد المنصور وهو فقيه وأصولي وأديب ومؤرخ.[وب-عر 23]
- محمد بن يوسف الفاسي: فقيه وأديب ونحوي.[158]
- محمد بن عبد الوهاب ابن إبراهيم الدكالي: عالم جليل شغل مناصب في الدولة.[160]
- أبو فارس عبد العزیز بن إبراهیم الفشتالي: فقيه وأديب وشاعر ومؤرخ ووزير أحمد المنصور وصاحب كتاب «مناهل الصفاء في أخبار الملوك الشرفاء».
- محمد بن علي الهوازلي: أديب وشاعر الدولة الرسمي، تولى قضاء تارودانت، وكان لشهرته في الأدب أن قربه أحمد المنصور منه.
- أبو القاسم محمد بن أحمد الغساني: عالم تخصص في الطب ترك مؤلفات في هذا المجال منها «حديقة الأزهار في ماهية العشب والعقار، و«شرح منظومة ابن عزرون في الحمية».
- عبد الغني بن مسعود بن الحسن الزموري: عالم تخصص في الطب وتلميذ قاسم محمد الغساني وهو مؤلف «القانون المفید في علاج أمراض البول».
- أبو العباس أحمد بن محمد بن أبي العافية المكناسي: من علماء الحساب والمؤرخين والفقهاء.
- عبد الرحمن بن عمرو البعقيلي: عالم فلك لقبه أحمد الذهبي بالجرادي، مؤلف «قطف الأنوار من روضة الأزهار».[161]

وظهر في زمن أحمد المنصور إتيان هُبير الأُرليانشي الذي يعتبره البعض أول مستشرق. تعلم اللغة العربية في مراكش واشتغل طبيبًا لدى المنصور ثم أستاذًا للغة العربية في كلية فرنسا.

### الجيش

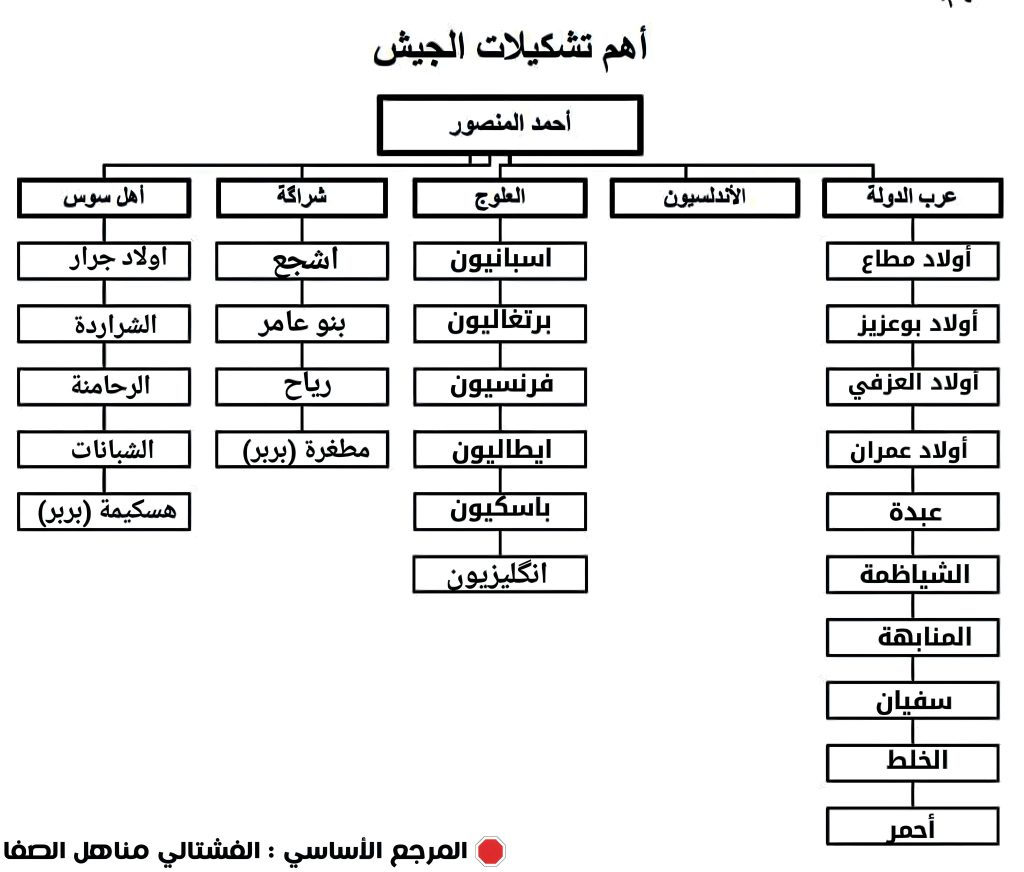
الجيش السعدي.

بدأ المنصور تنظيم الجيش بعد توليه الحكم مباشرةً، فأخذ في ترتيب الجيوش وضبطها متميزًا بذلك عن الجيش العثماني، فكان الجيش في عهده خمسة جيوش: جيش سوس، وجيش شراڭة، وعسكر الأندلس، وجيش العلوج المقتبس من الإنكشارية، وجيش عرب الدولة. وعمل على التركیز على التفوق والكفاءة والتجهیزات ولیس العدد فقط، ولتحقيق ذلك عمد إلى إنشاء مصانع للأسلحة تركزت معظمها في جهة مراكش عملت على تزويده بالبنادق والمدافع (منها المكحلة ومدفع ميمونة)، وجرى في عهده تجارة مقايضة الأسلحة من إنجلترا مقابل ملح البارود.
عمل المنصور على بناء أسطولٍ بحريٍّ، فأسس لذلك دورًا لصناعة السفن بالموانئ المغربية، واستورد بعض ما يلزم في صناعتها من أشرعة وخشب من إنجلترا، واشترى بعضها جاهزًا، وعين على رأس الأسطول الريِّس إبراهيم الشط،  الذي تمكن في أواخر عهد المنصور من اكتشاف المحيط الأطلسي حتى وصل إلى الأرض الجديدة (كندا حاليا).، وشارك في غزو مدينة قادس الإسبانية إلى جانب الإنجليز والهولنديين.
وفي وصف مكانة المؤسسة العسكرية بالمغرب يقول أحمد المنصور:

## مآثره

### مؤلفاته وسيرته العلمية

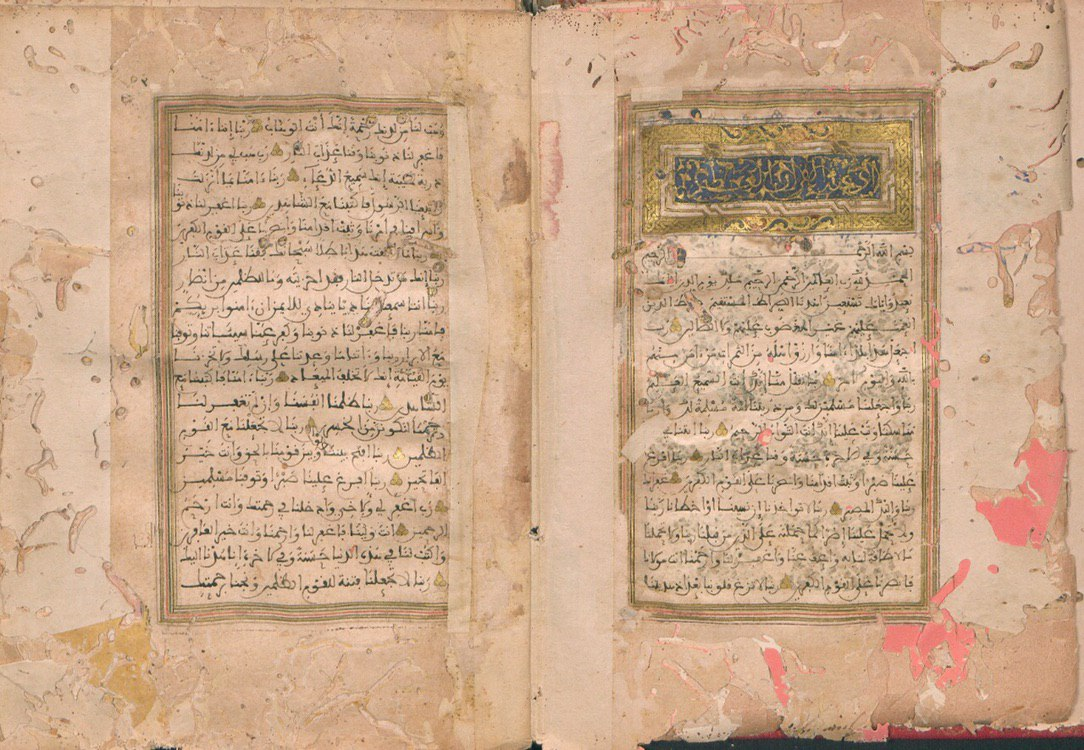
النسخة السلطانية من مخطوط كتاب «العود أحمد» لأحمد المنصور الذهبي.

كان السلطان أحمد المنصور إلى جانب مشاركته الواسعة في العلوم اللغوية والشرعية، أديبًا شاعرًا ناثرًا، ورياضيًّا موهوبًا مواظبًا على دراسة أمهات كتب الحساب والجبر والهندسة لأقليدس وابن البناء المراكشي وأضرابهما، وخطاطًا ماهرًا متقنًا للخط المغربي والمشرقي، كما كانت حاشيته تكاد تكون كلها من العلماء والأدباء حتى قادة الجيش وولاة الأقاليم. ومما ألف السلطان أحمد المنصور:
- «كتاب المعارف في كل ما تحتاج إليه الخلائف» وهو كتاب في علم السياسة.[171]
- «السياسة».[7][172]
- «ديوان أشعار العلويين» وهو ديوان شعر كان ينوي أن يجمع فيه أشعار أهل البيت ولكن لم يكمله.[7]
- «الأدعية»[7] أو «العود أحمد»، وهو كتاب جمع فيه الأدعية المأثورة عن الرسول محمد ﷺ، والمأخوذة من كتب الحديث الصحاح.[173]

### أقواله
- «قل لخالي الموعد بيني وبينك الموقف الذي لا أكون أنا فيه سلطان ولا أنت خال السلطان». قالها المنصور لصاحب ضيعة بعدما أغرم له ما أخد خاله منها الذي كان عاملًا على منطقة درعة.[174]
- «كان أهل ذلكم القطر السوسي عمومًا الشعار لهذه الدولة الكريمة، والدثار والأنصار، الذين لا تستحيل نياتهم على مر الدهور والأعصار» مقتطف من رسالة المنصور لأهل سوس.[175]
- «الحمد لله الذي أحيى بهذه الدولة الكريمة موات العدل الدراسة، وجدد بها معالم الشرع الطامسة، وصرف بها عن الخلق صروف الجور العابسة، ووكل بالأمة من رعايتنا عيونا حارسة»، مقتطف من رسالة المنصور لأهل الشاوية وتامسنا.[176]

## أسرته

### زوجاته
- لالة جوهر أو الخيزران: كانت أكثر زوجاته حضورًا ونفوذًا، إذ كانت لها سلطة كبيرة على أبرز رجال الدولة وساهمت في اتخاذ قرارات حاسمة همت تسيير شؤون البلاد. وخلال ثورة ابنها المأمون، استدعت أعيان فاس ومراكش بغية التوسط له وحث والده على مسامحته.[177] وأشرفت لالة جوهر مباشرة على تدبير شؤون ابنها بعد وفاة أحمد المنصور، ورافقته خلال عبوره لإسبانيا وحاولت إصلاح ذات البين بينه وبين أخيه أبي فارس.[178]
- عائشة بنت أبي بكر الشبانية:[88] تنتمي إلى قبيلة الشابانات لذلك عرفت بلالة شيبانية، وهي أم زيدان.[179] ترجع لها بعض المصادر تحريض ابنها على اغتيال المنصور بعد تعيننه لأبي فارس وليًا للعهد.[88]
- لالة مريم:[177] وهي أم أبي فارس.[180]

### أبناءه
- الشيخ المأمون (1566 - 1612): أبرز أبناء أحمد المنصور الذي أنجبه من جاريته ثم زوجته جوهر. فأخذ له ولاية العهد ثلاث مرات، الأولى خلال المرض الذي أصاب المنصور بعد بيعته،[181] والثانية بسهل تانسيفت، والأخيرة بسهل تامسنا بحضور إخوته.[182] وتركه وهو مازال حدثًا تحت وصاية القائد إبراهيم السفياني بفاس لتدريبه على شؤون الحكم إلى أن اشتد عوده فأمر القائد بمرافقته إلى مراكش ثم ترك له حكم فاس المطلق.[183] وقد شكل إصرار المنصور على تجديد البيعة لابنه محاولة لإقرار قانون ولاية العهد للأكبر سنًا ووفقًا لطقوس ترتكز على قسم الأمراء وكبار الأعيان على طاعة ولي العهد خلال حياة السلطان. وهذا الالتزام قطع الطريق بالتأكيد على أية مبادرة تسير في اتجاه معاكس لما أجمع عليه أهل الحل والعقد.[184] إلا أن ذلك انقلب ذلك على السلطان الذي وجد نفسه في وضعية حرجة عندما برزت عدم كفاءته.[185] كما أن ذلك أشعر محمد الشيخ بقوة نافذة تجاه كل من يقف أمامه مستغلا ما توفره ولاية للعهد من نفوذ، وهو ما أفضى بالضرورة إلى اصطدامه مع أبيه آخر المطاف.[186]
- زيدان الناصر (توفي سنة 1627): عرف بتكوينه العلمي والفقهي، وطموحه وشجاعته ومؤهلاته الكبيرة للحكم إذ سار على نهج أخيه المولى أبي الحسن في توفير الأمن بتادلة وحظي بثقة كبيرة من لدن أحمد المنصور الذي كان يستشيره عند الحاجة ويثني عليه.[187][188]
- أبو فارس عبد الله (1564 - 1612): تميز بحسن أخلاقه واهتمامه بالأدب. أطلعه والده على أسرار دواليب الدولة بالنظر إلى وجوده بجانبه في مراكش، وكان يلجأ إليه في الشدائد ويعتمد عليه خلال النكبات من قبيل ثورة محمد الشيخ المأمون واجتياح الوباء لمراكش،[189] ولهذا خاطبه قائلًا: «أنت الركن الذي إليه في الملمات ألتجئ، والعماد الذي به آمل الخير من دهري وأرتجي».[190]
- المولى أبو الحسن (؟؟؟-؟؟؟):عينه المنصور واليًا على سوس،[191] ثم على تادلة.[192] اشتهر بسداد رأيه وبكفاءته، وهيبته المنقطعة النظير، وتطهيره لولايته من قطاع الطريق. وكان يعيش في أبهة كبيرة جسدتها الثروات الطائلة التي خلفها بعد وفاته.[193] وحاول المنصور إرساله لحكم السودان، وهو أمر فهمه الأمير على أنه رغبة في التخلص منه وقابله بتحفظ كبير حين زار أباه بمراكش.[برت 3] فاغتيل فيما بعد.[193]

### بناته
- لالة صوفيا أو لالا صفية: أخت أبي فارس.[194] كانت على إلمام بالمفاوضات التي كان يجريها الأوروبيون بالمغرب. قدمت معلومات للفرنسي أرناط دوليسل حول مضمون زيارة السفير الإسباني الذي فشل في إقناع المنصور بالتحالف ضد العثمانيين، وتقسيم كل من إيالتي الجزائر وتونس بينهما.[195] وهو ما ينم عن مشاركتها مباشرةً أو غير مباشرةً في السياسة.[196]

## في الثقافة والفن
ترك صيت السلطان أحمد المنصور الذهبي وشهرته عبر حوض البحر المتوسط آثاره في مخيلة معاصريه، فأُلِّفَت باسمهِ كتب عديدة تنيف عن المائة، منها:
- «تاجر البندقية»: وهي مسرحية تجري أحداثها في القرن السادس عشر الميلادي، أظهر فيها الكاتب الإنجليزي وليم شكسبير عزيمة وشجاعة سلطان المغرب أحمد المنصور الذهبي وأنطقه:[197]

- «سيفيليزيشن v: برايف نيو وورلد» (بالإنجليزية: Civilization V: Brave New World)‏: هي لعبة فيديو صدرت بتاريخ 9 يوليو 2013م، ومن شخصياتها الرئيسية السلطان أحمد المنصور، وهو قائدُ الحضارةِ المَغربيَّةِ في اللُّعبَة.[وب-إنج 1]
- عُرِضت أجزاءٌ من سيرته على سلسلة تاريخنا فخرنا في قناة ميدي 1 تيفي المغربية عام 2015.[وب-عر 24]
- كانت الدولة السعدية أول دولة تمنع التدخين؛ ففي عهد أحمد المنصور أصدرت فتوى تحرم التدخين عام 1602م.[وب-إنج 2][وب-عر 25]

### فهرس المنشورات
بالعربية
1. ↑  الفشتالي (1972)، ص. 91.
2. ↑  الكرباسي (2005)، ص. 192.
3. ↑  عبد الباقي (2009)، ص. 32.
4. ↑  الفشتالي (1972)، ص. 7-13.
5. 1 2 3 4 5  محمود (2012)، ص. 192.
6. ↑  كنون (2017)، ص. 130.
7. 1 2 3 4  الإفراني (1998)، ص. 217.
8. ↑  [أ] الناصري (1997)، ج. 5، ص. 3.
[ب] غنيمي (1994)، ج. 3، ص. 114.
9. ↑  الناصري (1997)، ج. 5، ص. 14.
10. ↑  جادور (2011)، ص. 53.
11. ↑  التمنارتي (2007)، ص. 111.
12. 1 2  الناصري (1997)، ج. 5، ص. 91.
13. ↑  الفشتالي (1972)، ص. 29.
14. 1 2  الناصري (1997)، ج. 5، ص. 90.
15. 1 2 3  الناصري (1997)، ج. 5، ص. 89.
16. ↑  جادور (2011)، ص. 64.
17. ↑  الفشتالي (1972)، ص. 28.
18. ↑  الإفراني (1998)، ص. 209.
19. ↑  الإفراني (1998)، ص. 212.
20. ↑  الإفراني (1998)، ص. 59.
21. 1 2 3  جادور (2011)، ص. 67.
22. ↑  جادور (2011)، ص. 56.
23. ↑  الناصري (1997)، ج. 5، ص. 92.
24. ↑  الغربي (1982)، ص. 94.
25. 1 2  جادور (2011)، ص. 79.
26. 1 2  الناصري (1997)، ج. 5، ص. 94.
27. ↑  الإفراني (1998)، ص. 174.
28. ↑  الناصري (1997)، ج. 5، ص. 97.
29. 1 2 3 4 5  الناصري (1997)، ج. 5، ص. 98.
30. ↑  حماة الله ولد (2011)، ص. 33.
31. ↑  الجبوري (2003)، ج. 1، ص. 284-285.
32. ↑  كنون (1954)، ص. 170.
33. ↑  السعدي (2012)، ص. 120.
34. ↑  بنحادة (1994)، ص. 68-81.
35. ↑  الغربي (1982)، ص. 121.
36. ↑  الغربي (1982)، ص. 175.
37. ↑  الفشتالي (1972)، ص. 120.
38. ↑  الغربي (1982)، ص. 176.
39. 1 2  غنيمي (1994)، ص. 280.
40. ↑  الناصري (1997)، ج. 5، ص. 104.
41. 1 2 3  الناصري (1997)، ج. 5، ص. 106.
42. ↑  الناصري (1997)، ج. 5، ص. 117.
43. ↑  حركات (1978)، ص. 304.
44. ↑  محسن (2020)، ص. 92-102.
45. ↑  تازي (1983)، ج. 8، ص. 145.
46. ↑  التازي (1986)، ج. 8، ص. 143.
47. ↑  التازي (1986)، ج. 8، ص. 195.
48. 1 2  جادور (2011)، ص. 292-293.
49. 1 2  التازي (1986)، ج. 8، ص. 153.
50. 1 2 3  الفشتالي (1972)، ص. 55.
51. ↑  الغربي (1982)، ص. 153.
52. 1 2  جادور (2011)، ص. 301.
53. ↑  التازي (1986)، ج. 8، ص. 231.
54. 1 2 3 4  حركات (1978)، ج. 2، ص. 264.
55. 1 2  الفشتالي (1972)، ص. 123-125.
56. ↑  جادور (2011)، ص. 349.
57. ↑  السعدي (1665)، ص. 191.
58. ↑  الفشتالي (1972)، ص. 118-120-128-165.
59. ↑  الإفراني (1998)، ص. 92.
60. ↑  حركات (1978)، ج. 2، ص. 265-266.
61. ↑  الناصري (1997)، ج. 5، ص. 111.
62. 1 2  الناصري (1997)، ج. 5، ص. 112.
63. ↑  السعدي (1665)، ص. 138.
64. ↑  حركات (1978)، ج. 2، ص. 302-303.
65. 1 2 3  الناصري (1997)، ج. 121، ص. 89.
66. ↑  الناصري (1997)، ج. 5، ص. 123.
67. ↑  مؤنس (1987)، ص. 376.
68. ↑  الناصري (1997)، ج. 5، ص. 124.
69. ↑  الفشتالي (1972)، ص. 168.
70. ↑  جادور (2011)، ص. 351.
71. ↑  الإفراني (1998)، ص. 168-169.
72. 1 2  حركات (1978)، ج. 2، ص. 272.
73. ↑  الغربي (1982)، ص. 641.
74. ↑  جادور (2011)، ص. 291.
75. 1 2 3  حركات (1978)، ج. 2، ص. 419.
76. ↑  جادور (2011)، ص. 294.
77. ↑  جادور (2011)، ص. 316.
78. ↑  حركات (1978)، ص. 272.
79. ↑  جادور (2011)، ص. 320.
80. ↑  جادور (2011)، ص. 251.
81. ↑  جادور (2011)، ص. 322.
82. ↑  الفشتالي (1972)، ص. 175-177.
83. ↑  التمنارتي (2007)، ص. 110-111.
84. ↑  ملين (2013)، ص. 7-13.
85. 1 2  مجهول (2013)، ص. 402.
86. ↑  جادور (2011)، ص. 437.
87. ↑  الناصري (1997)، ج. 5، ص. 169.
88. 1 2 3 4  السعدي (2012)، ص. 203.
89. ↑  الجميعي (2007)، ص. 66.
90. 1 2  الجميعي (2007)، ص. 68.
91. ↑  الفشتالي (1972)، ص. 96-98.
92. ↑  جادور (2011)، ص. 192.
93. ↑  جادور (2011)، ص. 189.
94. ↑  الفشتالي (1972)، ص. 99-204-236.
95. ↑  الغربي (1982)، ص. 165.
96. ↑  الناصري (1997)، ج. 5، ص. 125.
97. ↑  الغربي (1982)، ص. 348-349.
98. ↑  الغربي (1982)، ص. 350.
99. ↑  عقيل (2017)، ص. 403.
100. 1 2 3  حركات (1978)، ج. 2، ص. 275.
101. ↑  ملين (2013)، ص. 329-344.
102. 1 2  يحيى (2016)، ص. 222.
103. ↑  جادور (2011)، ص. 66.
104. ↑  جادور (2011)، ص. 295.
105. ↑  الفشتالي (1972)، ص. 61.
106. ↑  الفشتالي (1972)، ص. 65.
107. ↑  كنون (1954)، ص. 87، 96، 157، 160، 166، 169.
108. ↑  التازي (1986)، ج. 8، ص. 155.
109. ↑  فريد (2019)، ص. 415-455.
110. ↑  ملين (2013)، ص. 7-388.
111. 1 2  كنون (1954)، ص. 233-230-106-101-78-73.
112. ↑  كنون (1954)، ص. 51، 59، 73، 81، 101، 105، 174، 179، 183.
113. ↑  أحمد بن قاضي (1986)، ص. 845-846-847.
114. ↑  ملين (2013)، ص. 349.
115. ↑  ملين (2013)، ص. 353.
116. ↑  الغنيمي (1994)، ص. 187.
117. ↑  الناصري (1997)، ج. 5، ص. 84.
118. ↑  حركات (1978)، ج. 2، ص. 313.
119. ↑  التازي (1986)، ج. 8، ص. 174.
120. ↑  الفشتالي (1972)، ص. 207-208.
121. ↑  ملين (2013)، ص. 245.
122. ↑  جادور (2011)، ص. 104-105.
123. ↑  جادور (2011)، ص. 105.
124. ↑  جادور (2011)، ص. 107.
125. ↑  ملين (2013)، ص. 262.
126. ↑  أحمد بن قاضي (1986)، ص. 352.
127. ↑  الفشتالي (1972)، ص. 199.
128. ↑  الفشتالي (1972)، ص. 64-204.
129. ↑  ملين (2013)، ص. 268-269.
130. ↑  الفشتالي (1972)، ص. 42.
131. ↑  ابن القاضي (1970)، ص. 129.
132. ↑  جادور (2011)، ص. 106.
133. ↑  ابن القاضي (1970)، ص. 205.
134. ↑  الفشتالي (1972)، ص. 27-43.
135. ↑  ملين (2013)، ص. 187.
136. ↑  التازي (1986)، ج. 8، ص. 268.
137. ↑  ابن القاضي (1970)، ج. 2، ص. 226.
138. ↑  جادور (2011)، ص. 115.
139. ↑  ابن القاضي (1970)، ج. 3، ص. 258.
140. ↑  الفشتالي (1972)، ص. 48-79.
141. 1 2 3  غنيمي (1994)، ج. 3، ص. 260.
142. ↑  الفشتالي (1972)، ص. 209-210.
143. 1 2  جادور (2011)، ص. 347.
144. ↑  الغربي (1982)، ص. 80.
145. ↑  جادور (2011)، ص. 348.
146. ↑  كريم (2006)، ص. 259.
147. ↑  حركات (1978)، ج. 2، ص. 381.
148. 1 2  حركات (1978)، ص. 274.
149. ↑  جادور (2011)، ص. 369.
150. ↑  الناصري (1997)، ج. 5، ص. 118.
151. ↑  جادور (2011)، ص. 83.
152. ↑  ملين (2013)، ص. 7-313.
153. ↑  جادور (2011)، ص. 208.
154. ↑  كريم (2006)، ص. 307.
155. ↑  المختار (1960)، ص. 154.
156. ↑  [أ] حجي (1977)، ج. 2، ص. 82.
[ب] كريم (2006)، ص. 320.
157. ↑  كريم (2006)، ص. 220.
158. 1 2  الخطيب (2019)، ص. 73.
159. ↑  الخطيب (2019)، ص. 128.
160. ↑  الخطيب (2019)، ص. 119.
161. ↑  المختار (1960)، ص. 51.
162. ↑  الفشتالي (1972)، ص. 51-164-203.
163. ↑  الفشتالي (1972)، ص. 63-64.
164. ↑  كريم (2006)، ص. 254.
165. ↑  غنيمي (1994)، ج. 3، ص. 199.
166. ↑  الفشتالي (1972)، ص. 204-205.
167. ↑  التازي (1986)، ج. 9، ص. 290.
168. ↑  كنون (1954)، ص. 118.
169. ↑  كنون (1954)، ص. 178.
170. ↑  الناصري (1997)، ج. 5، ص. 189.
171. ↑  المقري (1983)، ص. 65.
172. ↑  الفشتالي (1972)، ص. 217.
173. ↑  حجي (1977)، ج. 2، ص. 148.
174. ↑  الناصري (1997)، ج. 5، ص. 190.
175. ↑  كنون (1954)، ص. 160.
176. ↑  كنون (1954)، ص. 145.
177. 1 2  جادور (2011)، ص. 413.
178. ↑  جادور (2011)، ص. 415.
179. ↑  الإفراني (1998)، ص. 374.
180. ↑  جادور (2011)، ص. 447.
181. ↑  الإفراني (1998)، ص. 153-154.
182. ↑  الإفراني (1998)، ص. 175.
183. ↑  جادور (2011)، ص. 330-331.
184. ↑  جادور (2011)، ص. 450.
185. ↑  الإفراني (1998)، ص. 183.
186. ↑  جادور (2011)، ص. 451.
187. ↑  الإفراني (1998)، ص. 242.
188. ↑  الناصري (1997)، ج. 6، ص. 71.
189. ↑  الإفراني (1998)، ص. 182-184.
190. ↑  كنون (1954)، ص. 243.
191. ↑  كنون (1954)، ص. 218.
192. ↑  جادور (2011)، ص. 440.
193. 1 2  جادور (2011)، ص. 441.
194. ↑  التازي (1986)، ج. 8، ص. 84.
195. ↑  التازي (1986)، ج. 8، ص. 85.
196. ↑  جادور (2011)، ص. 417.
197. 1 2  ملين (2013)، ص. 4.
198. ↑  محمود (2012)، ص. 193.

بالألمانية
1. ↑  Kontzi (1996), p. 410.

بالإنجليزية
1. 1 2 3  Mercedes (2009), p. 23.
2. 1 2  Smith (2006), p. 23.
3. ↑  Smith (2006), p. 41.
4. ↑  Smith (2006), p. 35.
5. ↑  Smith (2006), p. 92.
6. ↑  Mercedes (2009), p. 112.
7. ↑  Smith (2006), p. 79.
8. ↑  Smith (2006), p. 94.
9. 1 2  Smith (2006), p. 140.
10. 1 2 3  Mercedes (2009), p. 88.
11. ↑  Smith (2006), p. 139.
12. ↑  Smith (2006), p. 14.
13. ↑  Smith (2006), p. 68.
14. ↑  Smith (2006), p. 82.
15. 1 2  Smith (2006), p. 60.
16. ↑  Mercedes (2009), p. 67-68.
17. ↑  Mercedes (2009), p. 111.
18. ↑  Toomer (1996), p. 28.

بالإسبانية
1. ↑  
Elliott (2002), pág. 79-80.
2. ↑  Granada (1955), pág. 57-63-66-76.
3. ↑  Granada (1955), pág. 70-72.

بالفرنسية
1. 1 2  Castries (1909), vol. Angleterre 2, p. 177.
2. ↑  Castries (1909), vol. 1, p. 448-451.
3. ↑  Castries (1909), vol. 1, p. 356.
4. ↑  Hume (1840), p. 216.
5. ↑  Castries (1909), vol. Angleterre 1, p. 323.
6. ↑  Castries (1909), vol. 2, p. 489.
7. 1 2  Castries (1909), vol. Angleterre 1, p. 218.
8. ↑  Castries (1909), vol. 1, p. 383.
9. ↑  UNESCO (1999), p. 345.
10. ↑  Liffe (2009), p. 701.
11. ↑  Marchat (1957), p. 637–657.
12. ↑  Bartolomé (2006), p. 257-260.
13. ↑  Castries (1909), vol. Angleterre 2, p. 110.
14. ↑  Castries (1909), vol. Angleterre 2, p. 157-159-161.
15. 1 2 3  Castries (1909), vol. Angleterre 2, p. 206.
16. ↑  Bartolomé (2006), p. 486-486.
17. ↑  Anonyme (1909), p. 3.
18. ↑  Anonyme (1909), p. 145-146.
19. ↑  Anonyme (1909), p. 138.
20. ↑  El Moudden (1991), p. 177-190.
21. ↑  Braudel (2017), p. 324.
22. ↑  Castries (1909), vol. 2, p. 96.
23. ↑  Castries (1909), vol. 2, p. 62.
24. ↑  Cour (1904), p. 122.
25. ↑  Grammont (1887), p. 23-30.
26. ↑  Castries (1909), vol. Angleterre 1, p. 454-445.
27. ↑  Castries (1909), vol. Angleterre 1, p. 25-26.
28. ↑  Castries (1909), vol. Angleterre 2, p. 137.
29. ↑  Castries (1909), vol. 2, p. 299, chap. France.
30. ↑  Castries (1909), vol. Angleterre 2, p. 160.
31. ↑  Castries (1909), vol. Angleterre 2, p. 165-169.
32. ↑  Anonyme (1909), p. 55.

بالبرتغالية
1. ↑  Farinha (1997), p. 120-132.
2. ↑  Farinha (1997), p. 52-54.
3. ↑  Farinha (1997), p. 146-148-192-194.

### فهرس الويب
بالعربية
1. ↑  عسر أحمد طه (30 أغسطس 2016). "أحمد المنصور الذهبي". قصة الإسلام. مؤرشف من الأصل في 2020-07-17. اطلع عليه بتاريخ 2020-04-20.
2. ↑  خالد الشكراوي (10 نوفمبر 2014). "حين غزا المغرب بلاد السودان". زمان. مؤرشف من الأصل في 2018-09-16. اطلع عليه بتاريخ 2020-07-08.
3. ↑  "المماليك الإسلامية القديمة في إفريقيا السوداء -3- مملكة مالي". وزارة الأوقاف والشؤون الإسلامية (المغرب). مؤرشف من الأصل في 2020-08-15. اطلع عليه بتاريخ 2024-04-27.
4. ↑  "من الملوك الشعراء المغاربة: السلطان أبو العباس أحمد المنصور الذهبي (956 ه-1012 م )". وزارة الأوقاف والشؤون الإسلامية (المغرب). مؤرشف من الأصل في 2019-12-23. اطلع عليه بتاريخ 2024-04-27.
5. ↑  "الشيخ القاضي أبو عبد الله ابن عرضون". وزارة الأوقاف والشؤون الإسلامية (المغرب). مؤرشف من الأصل في 2014-02-02. اطلع عليه بتاريخ 2024-04-27.
6. ↑  حفصة البقالي. "أشاعرة المغرب: شيخ الإسلام عبد القادر الفاسي". الرابطة المحمدية للعلماء. مؤرشف من الأصل في 2017-07-06. اطلع عليه بتاريخ 2017-07-06.
7. ↑  عسر أحمد طه (2 يونيو 2015). "أحمد المنصور الذهبي: أعظم خلفاء دولة الأشراف السعديين بالمغرب". الألوكة. مؤرشف من الأصل في 2024-04-16. اطلع عليه بتاريخ 2024-04-25.
8. ↑  "رسالة المنصور الذهبي لأحد أقطاب الشرق". وزارة الأوقاف والشؤون الإسلامية (المغرب). مؤرشف من الأصل في 2019-12-24. اطلع عليه بتاريخ 2024-04-27.
9. 1 2  "القائدان جؤذر ومحمود". وزارة الأوقاف والشؤون الإسلامية (المغرب). مؤرشف من الأصل في 2019-12-24. اطلع عليه بتاريخ 2024-04-27.
10. 1 2 3 4  "التطورات التي عرفها المغرب في عهد السعديين". وزارة الأوقاف والشؤون الإسلامية (المغرب). مؤرشف من الأصل في 2019-12-22. اطلع عليه بتاريخ 2024-04-27.
11. ↑  "فن العمارة في عهد السعديين". التراث الثقافي لمنطقة البحر الأبيض المتوسط. مؤرشف من الأصل في 2020-06-30. اطلع عليه بتاريخ 2020-06-29.
12. 1 2  "مدينة مراكش". وزارة الثقافة والشباب والرياضة. مؤرشف من الأصل في 2020-06-30. اطلع عليه بتاريخ 2020-06-29.
13. ↑  "«قصر البديع»... من عجائب فن العمارة في زمنه ولا يزال يُلهب الخيال". الشرق الأوسط. 30 أبريل 2019. مؤرشف من الأصل في 2020-06-30. اطلع عليه بتاريخ 2020-06-29.
14. ↑  [أ] "من تاريخ العمارة الدينية في عصر السعديين: أضرحة الأشراف السعديين بمراكش -2-". وزارة الأوقاف والشؤون الإسلامية (المغرب). مؤرشف من الأصل في 2019-12-23. اطلع عليه بتاريخ 2024-04-27.
[ب] عثمان عثمان إسماعيل. "من تاريخ العمارة الدينية بمراكش: قبور السعديين /4". المراكشية. مؤرشف من الأصل في 2020-06-30. اطلع عليه بتاريخ 2020-06-29.
15. ↑  "ساحة جامع الفنا". الرابط المحمدية للعلماء. مؤرشف من الأصل في 2020-06-30. اطلع عليه بتاريخ 2024-04-27.
16. ↑  "الثقافة المغربية في عصر السعديين". وزارة الأوقاف والشؤون الإسلامية (المغرب). مؤرشف من الأصل في 2019-11-23. اطلع عليه بتاريخ 2024-04-27.
17. ↑  [أ] سعيد العفاسي (2016). "المـدارس التـاريخيـة بفـاس من الوظيفة التعليمية والدينية إلى خرائب متداعية". صوت القرويين. مؤرشف من الأصل في 2017-10-12. اطلع عليه بتاريخ 2020-07-02.
[ب] سعيد العفاسي (25 أغسطس 2010). "عين الغربال المدارس التاريخية بفاس". صحيفة المثقف. مؤرشف من الأصل في 2020-07-02. اطلع عليه بتاريخ 2020-07-02.
18. 1 2  محمد الطوكي. "هذه هي المدارس العتيقة بمراكش المؤدية إلى جامعة ابن يوسف". المراكشية. مؤرشف من الأصل في 2020-07-01. اطلع عليه بتاريخ 2020-07-01.
19. ↑  أحمد متفكر. "مساجد مراكش / 17 - مسجد أبي العباس السبتي". المراكشية. مؤرشف من الأصل في 2020-07-01. اطلع عليه بتاريخ 2020-07-01.
20. ↑  "الحركة العلمية في الجامع الكبير بمدينة تارودانت خلال القرنيين 10 و11 الهجريين". وزارة الأوقاف والشؤون الإسلامية (المغرب). مؤرشف من الأصل في 2019-12-23. اطلع عليه بتاريخ 2024-04-27.
21. ↑  الاتحاد، صحيفة (28 مايو 2019). "جامعة القرويين بفاس.. سبقت أوروبا في نظام الكراسي العلمية". صحيفة الاتحاد. مؤرشف من الأصل في 2020-07-01. اطلع عليه بتاريخ 2020-07-01.
22. ↑  "الزاوية الجزولية". الرابطة الوطنية للطريقة الجزولية بالمغرب. 15 مارس 2016. مؤرشف من الأصل في 2019-02-01. اطلع عليه بتاريخ 2020-07-01.
23. ↑  يوسف الحزيمري (12 نوفمبر 2014). "أبو العباس أحمد المنجور: 926 - 995هـ". الرابطة المحمدية للعلماء. مؤرشف من الأصل في 2020-07-01. اطلع عليه بتاريخ 2024-04-26.
24. ↑  "«تاريخنا فخرنا» السلسلة التاريخية الجديدة على قناة ميدي 1 تي في". بيان اليوم. 9 أبريل 2015. مؤرشف من الأصل في 2024-05-26. اطلع عليه بتاريخ 2024-05-26.
25. ↑  "التدخين والشاي بموريتانيا.. تقاطع التاريخ بالأدب والعادات". وزارة الثقافة والشباب والرياضة والعلاقات مع البرلمان-الجمهورية الإسلامية الموريطانية. مؤرشف من الأصل في 2024-05-26. اطلع عليه بتاريخ 2024-05-26.

بالإنجليزية
1. ↑  "Ahmad al-Mansur (Civ5)". Civilization Wiki (بالإنجليزية). Archived from the original on 2019-08-20. Retrieved 2020-07-13.
2. ↑  "How tobacco firms try to undermine Muslim countries' smoking ban". The Daily Observer (بالإنجليزية). 21 Apr 2015. Archived from the original on 2023-09-29. Retrieved 2017-02-05.

بالفرنسية

### معلومات المنشورات الكاملة (مرتبة حسب تاريخ النشر)
المقالات
بالعربية
- نمير عقيل (2017). "السياسة الداخلية للمغرب الأقصى في عهد السلطان أحمد المنصور السعدي 1578 - 1603". مجلة جامعة دمشق للدراسات التاريخية. ج. 36 ع. 135–136: 395–419. ISSN:2789-7478. OCLC:9504007228. QID:Q125613457.
- بووشن محسن (2020). "التنافس الإسباني - الإنجليزي حول الثغور المغربية خلال عهد أحمد المنصور السعدي: العرائش نموذجًا". مجلة المقدمة للدراسات الانسانية و الاجتماعية. ج. 5 ع. 2: 92–106. ISSN:2716-8999. QID:Q125636217.

بالفرنسية
- Henry Marchat (1957). "La frontière saharienne du Maroc". Politique étrangère (بالفرنسية). 22 (6): 637–657. DOI:10.3406/POLIT.1957.2463. ISSN:0032-342X. OCLC:754667318. QID:Q125613922.
- Abderrahmane El Moudden (1991). "Qui a dirigé la bataille de Wad-Al-Makhazin? : présentation d'un document ottomano-sa'di inédit". Hespéris-Tamuda (بالفرنسية). 29 (2): 177–190. ISSN:0018-1005. OCLC:949224673. QID:Q125614447.

الكتب
بالعربية
- عبد الله كنون (1954)، رسائل سعدية، تطوان: دار الطباعة المغربية، OCLC:78468425، QID:Q125542573
- محمد المختار السوسي (1960)، سوس العالمة، المحمدية: مطبعة فضالة، OCLC:1033873689، QID:Q125599419
- ابن القاضي المكناسي (1971)، ذيل وفيات الأعيان المسمى درة الحجال في أسماء الرجال، تحقيق: محمد الأحمدي أبو النور (ط. 1)، القاهرة: دار التراث، OCLC:956974775، QID:Q106484918
- عبد العزيز الفشتالي (1972)، مناهل الصفا في مآثر موالينا الشرفا، تحقيق: عبد الكريم كريم، الرباط: وزارة الأوقاف والشؤون الإسلامية المغربية، OCLC:1353071420، QID:Q125543521
- محمد حجي (1977)، الحركة الفكرية بالمغرب في عهد السعديين، سلسلة التاريخ (2)، الرباط: دار المغرب للتأليف والترجمة والنشر، OCLC:21938360، QID:Q125602687
- إبراهيم حركات (1978)، المغرب عبر التاريخ: عرض لأحداث المغرب وتطوراته في الميادين السياسية والدينية والاجتماعية والعمرانية والفكرية منذ ما قبل الإسلام إلى العصر الحاضر (ط. 1)، الدار البيضاء: دار الرشاد، OCLC:4770532551، QID:Q125566732
- محمد الغربي (1982)، بداية الحكم المغربي في السودان الغربي: نشأته وآثاره، إشراف: نقولا زيادة، مدينة الكويت: مؤسسة الخليج للطباعة والنشر، ج. 1، OCLC:21045715، QID:Q126417388
- أحمد المقري التلمساني (1983)، روضة الآس العاطرة الأنفاس في ذكر من لقيته من أعلام الحضرتين مراكش وفاس، دار الكتب العلمية، QID:Q125603997
- أحمد بن القاضي (1986)، المنتقى المقصور على مآثر الخليفة المنصور، تحقيق: محمد مرزوق، الرباط: مكتبة المعارف، OCLC:20260190، QID:Q125591817
- عبد الهادي التازي (1986)، التاريخ الدبلوماسي للمغرب الأقصى: من أقدم العصور إلى اليوم، المحمدية: مطبعة فضالة، OCLC:235967388، QID:Q125941817
- حسين مؤنس (1987). "أطلس تاريخ الإسلام". القاهرة (ط. 1). القاهرة: الزهراء للإعلام العربي. ISBN:978-977-14-7049-6. OCLC:1230076515. OL:13162429M. QID:Q6824741.
- غير معروف (1994)، تاريخ الدولة السعدية التكمدارتية، تحقيق: عبد الرحيم بنحادة (ط. 1)، مراكش: عيون المقالات، OCLC:34361195، QID:Q125543407
- عبد الفتاح غنيمي (1994)، موسوعة تاريخ المغرب العربي: دراسة في التاريخ الاسلامي (ط. 1)، القاهرة: مكتبة مدبولي، OCLC:31386272، QID:Q125545007
- أحمد بن خالد الناصري (1997)، الاستقصا لأخبار دول المغرب الأقصى، تحقيق: جعفر الناصري، محمد الناصري، الدار البيضاء: دار الكتاب، OCLC:741098443، QID:Q125545057
- محمد الصغير الإفراني (1998)، نزهة الحادي بأخبار ملوك القرن الحادي، تحقيق: عبد الطيف الشادلي (ط. 1)، الرباط: د.ن.، OCLC:41001127، QID:Q125542251
- كامل سلمان الجبوري (2003). معجم الأدباء من العصر الجاهلي حتى سنة 2002م. بيروت: دار الكتب العلمية. ISBN:978-2-7451-3694-7. LCCN:2003489875. OCLC:54614801. OL:21012293M. QID:Q111309344.
- محمد صادق محمد الكرباسي (2005). ديوان القرن العاشر: 21/9/1495-7/10/1592 م. دائرة المعارف الحسينية (ط. 1). لندن: المركز الحسيني للدراسات. ج. 1. ISBN:978-1-902490-27-4. OL:45174868M. QID:Q125593680.
- عبد الكريم كريم (2006)، المغرب في عهد الدولة السعدية: ‏دراسة تحليلية لأهم التتورات السياسية والمختلف المظاهر الحضارية (ط. 3)، الرباط: جمعية المؤرخين المغاربة، OCLC:1335764367، QID:Q125547510
- أبو زيد عبد الرحمن التمنارتي (2007)، الفوائد الجمة في إسناد علوم الأمة، تحقيق: محمد المنوني (ط. 2)، بيروت: دار الكتب العلمية، QID:Q125592057
- عبد المنعم إبراهيم الدسوقي الجميعي (2007). الدولة العثمانية والمغرب العربي. موسوعة الثقافة التاريخية و الأثرية و الحضارية (12). القاهرة: دار الفكر العربي. ISBN:978-977-10-2148-3. OCLC:1244867025. QID:Q125679962.
- عبد الباقي مفتاح (2009). أضواء على الشيخ أحمد التجاني وأتباعه. بيروت: دار الكتب العلمية. ISBN:978-2-7451-6058-4. OCLC:688623464. OL:44893908M. QID:Q125592504.
- حماه الله ولد السالم (2011). صحراء الملثمين وبلاد السودان في نصوص الجغرافيين والمؤرخين العرب (ط. 1). بيروت: دار الكتب العلمية. ISBN:978-2-7451-7051-4. OCLC:702137916. OL:25371250M. QID:Q125592280.
- محمد جادور (2011). مؤسسة المخزن في تاريخ المغرب. سلسلة أبحاث (4). الدار البيضاء: مؤسسة الملك عبد العزيز آل سعود. ISBN:978-9954-0-3604-4. OCLC:811245816. OL:31060571M. QID:Q125543588.
- عبد الرحمن السعدي (2012). حماه الله ولد السالم (المحرر). تاريخ السودان: كتاب في تاريخ الإسلام و الثقافة و الدول و الشعوب في أفريقيا جنوب الصحراء و غانة و مالي و السنغاي. بيروت: دار الكتب العلمية. ISBN:978-2-7451-7336-2. OCLC:1062261445. QID:Q125628277.
- محمود كعت (2012). تاريخ الفتاش في ذكر الملوك وأخبار الجيوش وأكابر الناس وتكملته (تذكرة النسيان) (ط. 1). بيروت: دار الكتب العلمية. ISBN:978-2-7451-7337-9. OCLC:824954538. OL:43958453M. QID:Q125592697.
- محمد نبيل ملين (2013). السلطان الشريف: الجذور الدينية والسياسية للدولة المخزنية في المغرب. الرباط: مركز جاك برك. DOI:10.4000/BOOKS.CJB.940. ISBN:978-9954-538-15-9. OCLC:993515367. QID:Q125584991.
- محمد بن يحيى المضواحي (2016)، الأندلسيون عقب سقوط غرناطة، كتوبيا، QID:Q125604236
- عبد الله كنون (2017). مدخل إلى تاريخ المغرب (ط. 1). بيروت: دار الكتب العلمية. ISBN:978-2-7451-8758-1. OCLC:1201738500. QID:Q125592443.
- محمد فريد (2019). تاريخ الدولة العلية العثمانية. تحقيق: محمد العزازي (ط. 1). بيروت: دار الكتب العلمية. ISBN:978-2-7451-9322-3. OCLC:1331453663. QID:Q125546090.
- عزيز الخطيب؛ الحسين زروق؛ عبد اللطيف الخلابي (2019)، علماء فاس في اللغة والنحو، بيروت، الرباط: دار الكتب العلمية، دار الأمان للطباعة والنشر والتوزيع، OCLC:1229998514، QID:Q125602056

بالألمانية
- Reinhold Kontzi (1996). Jens Lüdtke; Reinhold Kontzi (eds.). Romania Arabica: Festschrift für Reinhold Kontzi zum 70. Geburtstag (بالإنجليزية). Tübingen: Gunter Narr Verlag. ISBN:978-3-8233-5173-3. OCLC:37580232. OL:728830M. QID:Q125604728.

بالإنكليزية
- Mercedes García-Arenal (2009). Ahmad Al-Mansur: The Beginnings of Modern Morocco. Makers of the Muslim World (بالإنجليزية). Oxford: Oneworld Publications. ISBN:978-1-85168-610-0. OCLC:221148781. OL:26124947M. QID:Q125604952.
- Gerald J. Toomer (1996). Eastern Wisedome and Learning: The Study of Arabic in Seventeenth-century England (بالإنجليزية). New York City: Clarendon Press. ISBN:978-0-19-820291-2. OCLC:1148919386. OL:796824M. QID:Q125604872.
- Richard L. Smith (2006). Ahmad Al-Mansur: Islamic Visionary. Library of World Biography Series (بالإنجليزية) (1st ed.). New York City: Longman. ISBN:978-0-321-25044-5. OCLC:61151420. OL:3404628M. QID:Q125548250.

بالفرنسية
- David Hume (1840), Histoire d'Angleterre (بالإنجليزية), translated by François-Nicolas-Vincent Campenon, Paris: Furne, Jouvet et Cie, QID:Q125583078
- H.-D. de Grammont. (1887), Histoire d'Alger sous la domination turque (1515-1830) (بالفرنسية), Paris: Ernest Leroux, OCLC:1176953734, QID:Q125584334
- Auguste Cour (1904), L'établissement des dynasties des chérifs au Maroc: et leur rivalité avec les turcs de la régence d'Alger, 1509-1830, Publications de l'Ecole des lettres d'Alger (29) (بالفرنسية), Paris: Ernest Leroux, OCLC:10687085, QID:Q125583985
- Henri de Castries (1909), Les sources inédites de l'histoire du Maroc (بالفرنسية), Paris: Ernest Leroux, OCLC:492707611, QID:Q125549388
- Anonyme (1909), Une description du Maroc: sous le règne de Moulay Ahmed El-Mansour, 1596, d'après un manuscrit portugais de la Bibliothèque nationale (بالفرنسية), translated by Henri de Castries, Paris: Ernest Leroux, OCLC:670414053, QID:Q125676150{{استشهاد}}:  صيانة الاستشهاد: ref duplicates default (link)
- Bethwell Allan Ogot (1999). L'Afrique du XVIe au XVIIIe siècle. Histoire générale de l'Afrique (5) (بالفرنسية). Paris: Organisation des Nations unies pour l'éducation, la science et la culture. ISBN:978-92-3-201711-6. OCLC:43647945. QID:Q125583691.
- Bartolomé Bennassar; Lucile Bennassar (2006). Les chrétiens d’Allah: l'histoire extraordinaire des renégats, XVIe et XVIIe siècles (بالفرنسية). Paris: Éditions Perrin. ISBN:978-2-262-02422-2. OCLC:70321216. OL:17006373M. QID:Q125584552.
- John Iliffe (2009). Les Africains: Histoire d'un continent (بالفرنسية). Translated by Jean-Paul Mourlon. Paris: Flammarion. ISBN:978-2-08-122059-1. OCLC:470768176. OL:26717109M. QID:Q125628000.
- Fernand Braudel (2017). La Méditerranée et le monde méditerranéen à l'époque de Philippe II (بالفرنسية) (10th ed.). Malakoff: Armand Colin. Vol. 3. ISBN:978-2-200-61932-9. OCLC:1280392937. QID:Q125868608.

بالإسبانية
- Miscelánea de Estudios Árabes y Hebraicos. Sección Árabe-Islam (بالإسبانية), Granada: Universidad de Granada, ISSN:1696-5868, OCLC:436800592, QID:Q26332367
- John Elliott (2002). Rafael Benítez Sánchez-Blanco (ed.). España en Europa: Estudios de historia comparada. Col·lecció Honoris causa (19) (بالإسبانية). Valencia: Universidad de Valencia. ISBN:978-84-370-5493-3. OCLC:51517699. OL:19111353M. QID:Q125606564.

بالبرتغالية
- António Dias Farinha; António de Saldanha (1997). Crónica de Almançor, Sultão de Marrocos: 1578-1603 (بالبرتغالية). Lisboa: Instituto de Investigação Científica Tropical. ISBN:978-972-672-864-1. OCLC:644317290. OL:456610M. QID:Q125627303.

## وصلات خارجية
- فراس الطيب. "قائمة الحكام السعديين". تاريخ الحكام والسلالات الحاكمة. مؤرشف من الأصل في 2024-05-19. اطلع عليه بتاريخ 2024-05-19.
- يوسف الحلوي (27 يوليو 2012). "أعلام مغاربة من التاريخ: أحمد المنصور الذهبي". مغرس. مؤرشف من الأصل في 2024-05-19. اطلع عليه بتاريخ 2024-05-19.
- لطيفة باباس (26 يوليو 2019). "عندما فكر أحمد المنصور الذهبي في غزو القارة الأمريكية". يا بلادي. ترجمة: فاطمة الزهراء الصبان. مؤرشف من الأصل في 2024-05-19. اطلع عليه بتاريخ 2024-05-19.

| أحمد المنصور الذهبي عميد الأشراف السعديينولد: 1549 توفي: 1603 |                                               |                   |
| ألقاب ملكية                                                   |                                               |                   |
| سبقه عبد الملك الأول                                          | أمير المؤمنين سلطان المغرب الأقصى 1578 - 1603 | تبعه زيدان الناصر |